# Sonora
Sonora, oficialmente llamado Estado Libre y Soberano de Sonora, es uno de los treinta y un estados que, junto con la Ciudad de México, conforman México. Su capital y ciudad más poblada es Hermosillo.
Está ubicado en la región noroeste del país, limitando al norte con Estados Unidos, este con Chihuahua, al sur con Sinaloa y al oeste con el mar de Cortés o golfo de California (océano Pacífico) y con Baja California. Con 179 355 km² es el segundo estado más extenso —por detrás de Chihuahua— y con 14,83 hab/km², el quinto menos densamente poblado, por detrás de Campeche, Chihuahua, Durango y Baja California Sur. Fue fundado el 10 de enero de 1824.

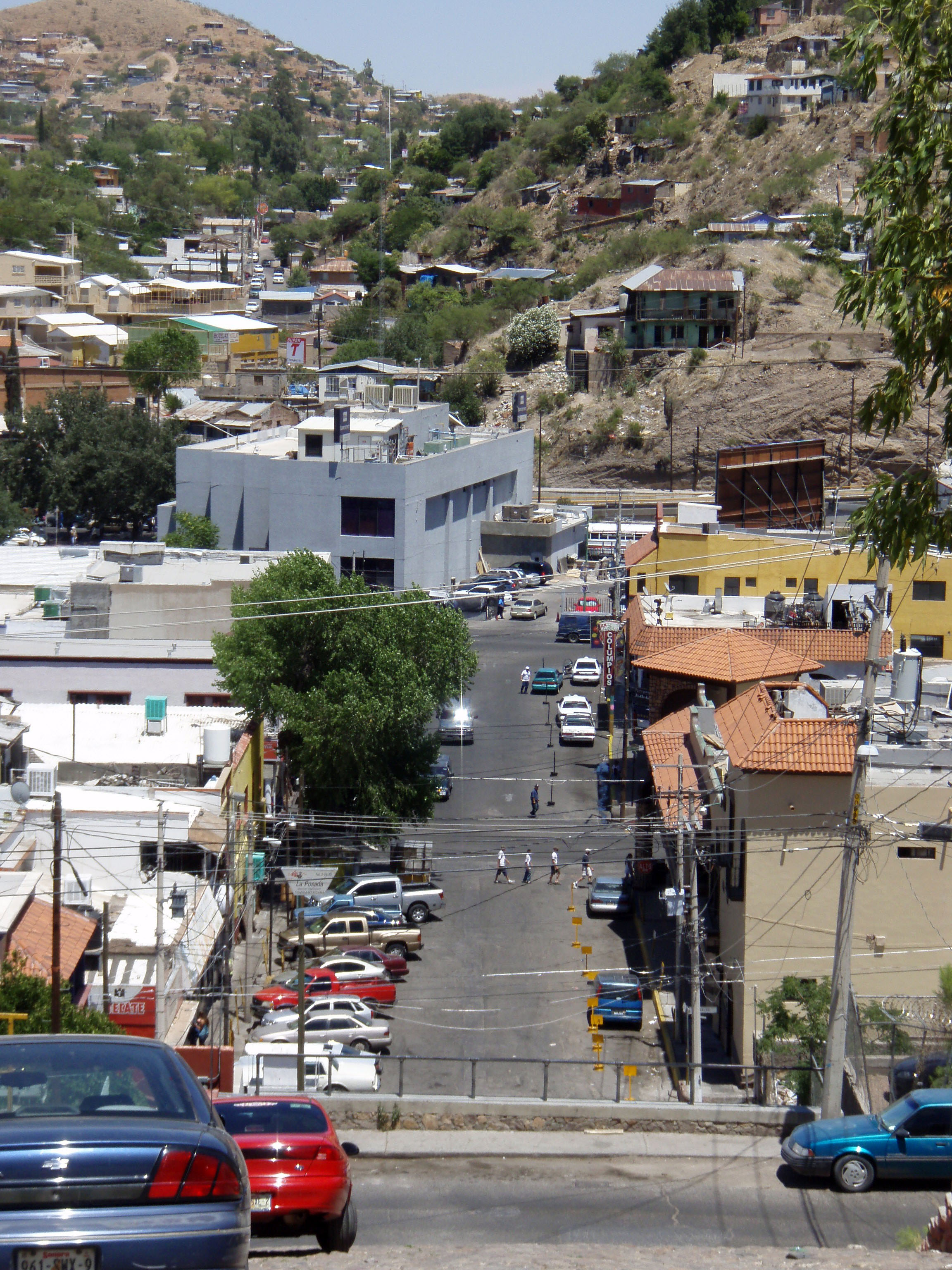
Colonia Centro, calle Pierson, Nogales

El territorio está conformado por cuatro provincias fisiográficas: la Sierra Madre Occidental, las Sierras y Valles Paralelos en el centro, el desierto y la costa del golfo de California. Está compuesto principalmente por desiertos semiáridos y praderas, en donde solo en las elevaciones más altas se presenta suficiente lluvia para sostener otros tipos de vegetación. 
En Sonora viven ocho pueblos indígenas, entre ellos los mayos, los yaquis y los seris. Ha sido económicamente importante por su agricultura, su ganadería (en especial de res) y su minería desde el periodo colonial, y por su situación como estado fronterizo desde la Invasión estadounidense en México. Después de la venta de La Mesilla, Sonora perdió más de un cuarto de su territorio. Desde el siglo XX hasta el presente, la industria, el turismo y los agronegocios han dominado la economía, lo que ha atraído migración de otras partes de México.
Se divide en 72 municipios. Su capital es Hermosillo. Otras localidades importantes son: Ciudad Obregón, Navojoa, Caborca, Guaymas, Huatabampo, Puerto Peñasco, Nogales, Agua Prieta, San Luis Río Colorado, Nacozari de García y Cananea.

## Geografía

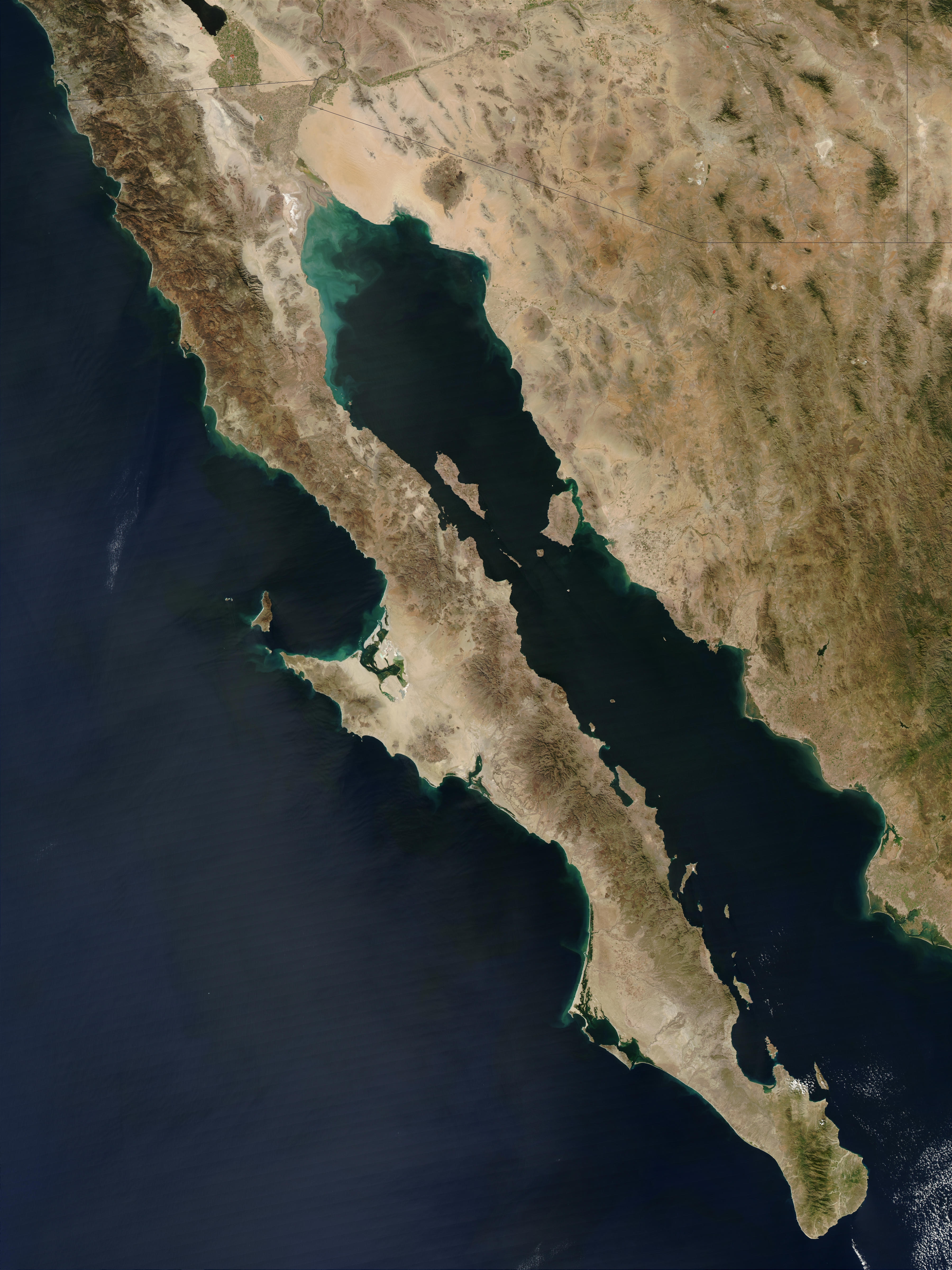
Vista desde el espacio del golfo de California en la que se aprecia la totalidad del estado de Sonora.

El estado de Sonora cuenta con una superficie territorial de 179,355 km² y forma parte de los Estados Unidos Mexicanos, se encuentra ubicado en su región noroeste y ocupa el segundo lugar en extensión entre todas las entidades federativas de la República mexicana, con una porción de 9.2% del total de la superficie.
Su situación geográfica, se sitúa entre los 32° 29′ y los 26° 14′ de latitud Norte y entre los 108° 26′ y los 105° 2′ de longitud Oeste del meridiano de Greenwich. Limita al norte con los Estados Unidos de América, al sur con el estado de Sinaloa, al este con Chihuahua y al oeste con el golfo de California y la Baja California. Su fisiografía está constituida en su mayoría por llanuras y sierras. 

### Regiones naturales

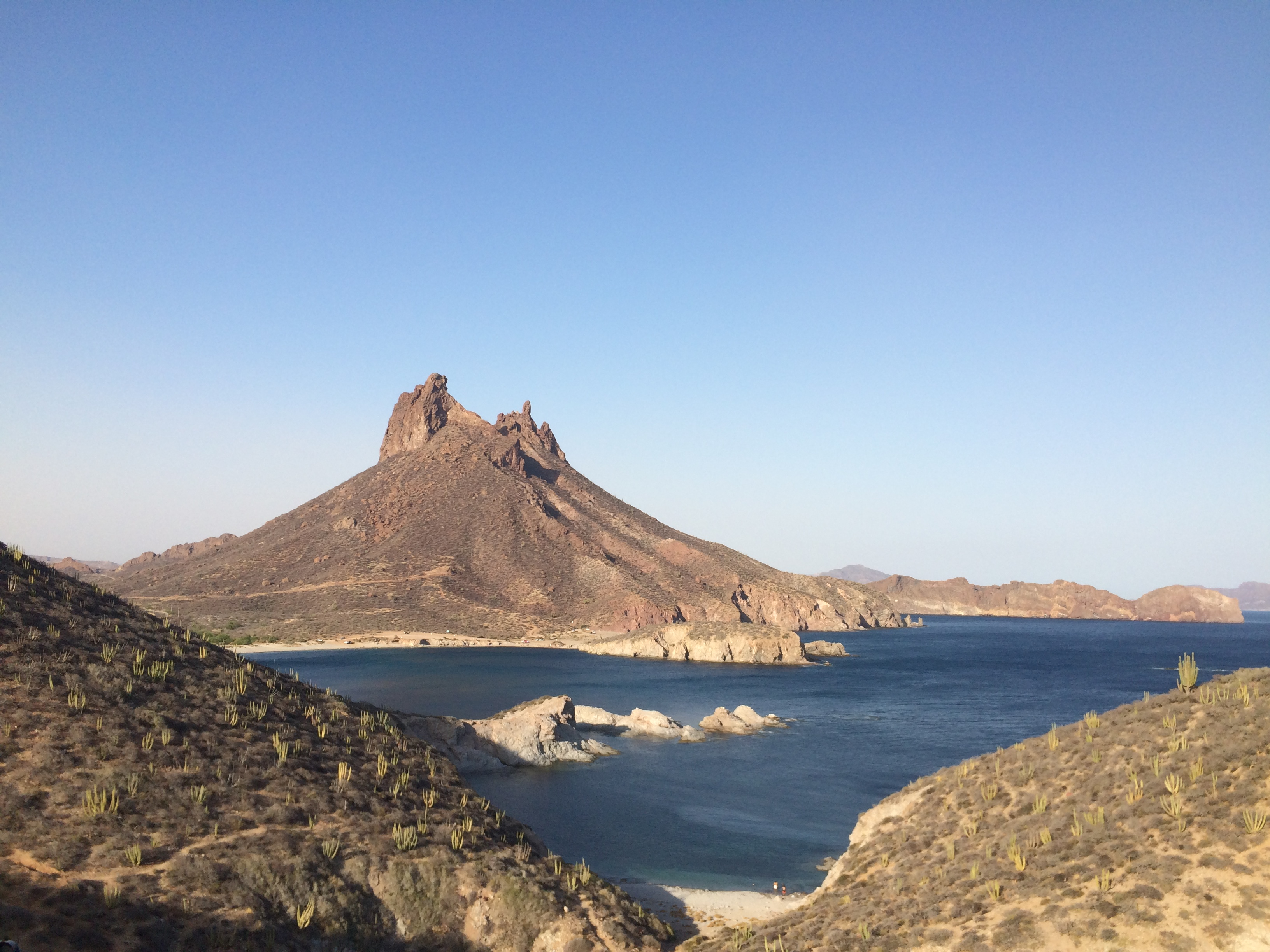
Cerro del Tetakawi en San Carlos, Nuevo Guaymas.

La costa con el golfo de California se formó por la separación de la península de Baja California entre diez y doce millones de años atrás. El golfo de California, en sí, se formó entre 5.5 y 6 millones de años atrás. El estado tiene 816 kilómetros de costa, todas en el golfo, son aguas relativamente poco profundas y tranquilas. Hay playas en la mayor parte de la costa, algunas de arena fina y blanca.
La región del desierto está principalmente compuesta de matorrales, a excepción de la zona de Altar donde es arenoso. Constituye el desierto más rico y variado en vida y comunidades bióticas de toda América. La zona del desierto de Altar alberga el campo volcánico El Pinacate.
Las sierras y valles paralelos del centro del estado tienen entre 50 y 120 kilómetros de anchura, esparcidos entre la Sierra Madre y el golfo de California. Los patrones climáticos traen humedad y nubes hacia al este desde el océano Pacífico, lo que forma ríos y arroyos que cruzan el área de los valles y se vacían en el golfo. Estos ríos han traído sedimento de la roca volcánica desde la Sierra Madre y este ha enterrado la mayoría de las montañas y cerros del centro del estado, convirtiéndolas en planicies. Estos suelos son ricos en minerales y tienen cientos de metros en grosor en algunos lugares, lo que hace muy fértil a la región, solo que carece de agua. 
La Sierra Madre Occidental domina el este del estado, ésta cuenta con temperaturas menos extremas y, debido a la altitud, más lluvia. A medida que las masas de aire húmedo entran a la región desde el océano y llegan a las montañas, se enfrían y esto lleva a que haya precipitación, en su mayoría lluvia pero a veces nieve en las regiones más altas como Yécora, Cananea y Nogales. Este proceso elimina la mayoría de la humedad del aire y la lleva a varios ríos y arroyos que se vacían en el Golfo así como en mantos acuíferos subterráneos en las llanuras.

### Clima

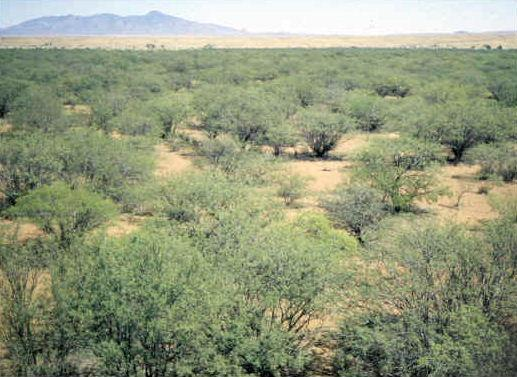
Valle de Sonora.

Durante el Plioceno, la separación de Baja California y el desarrollo del golfo de California redujeron de manera drástica la humedad que entraba a Sonora lo que llevó a una aridez regional severa tanto en Sonora como en Baja California. Esto creó comunidades de matorral xerófilo y el desarrollo de especies únicas para esta región. 
Noventa por ciento del estado tiene condiciones desérticas o áridas. Los otros tipos de clima están restringidos a las áreas del estado con altitudes mayores como el área de Yécora, las montañas al norte de Cananea, y una franja a lo largo del sureste del estado con la frontera con Chihuahua. 
La temperatura alta promedio varía entre 12,7 ℃ en Yécora  a los 48,5 ℃ en los municipios de Hermosillo y Cajeme. La temperatura baja promedio varía entre 5.9 en Yécora a 15,0 ℃ en el municipio de Hermosillo. En invierno llegan masas de aire frío del norte al estado, esto puede producir temperaturas congelantes y vientos fuertes por la noche en los lugares más elevados, pero la temperatura puede volver a ser hasta durante el día. Casi nunca ocurren temperaturas congelantes en las tierras bajas. En febrero de 2011, el gobierno mexicano registró una temperatura baja histórica en Yécora de –12 ℃. 
La precipitación es por temporada y ocurre casi siempre en las elevaciones más altas. En las tierras calientes áridas o semiáridas, la evaporación supera por mucho la precipitación. La zona más árida de México, el gran desierto de Altar, se encuentra en este estado. El este del estado, dominado por la Sierra Madre Occidental, tiene temperaturas menos extremas y con relativamente más lluvia debido a la altitud.

### Flora y fauna

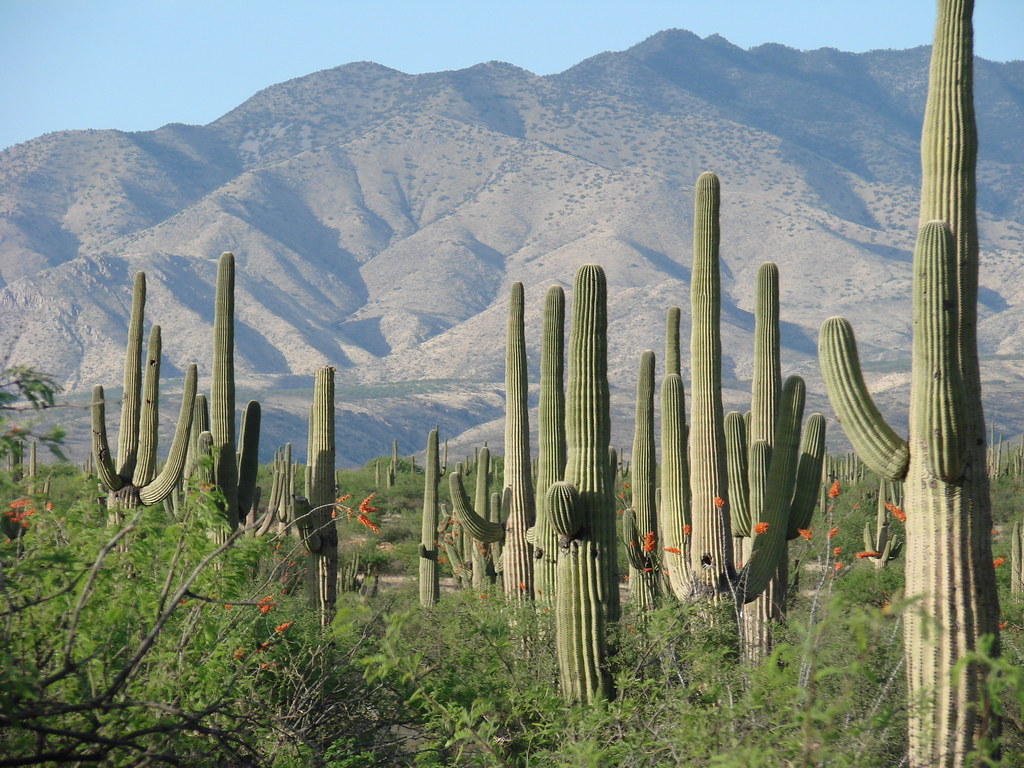
Sahuaros en Ímuris, especie representativa de cactus en el desierto de Sonora.

El estado cuenta con una gran variedad de especies de flora, predominan los matorrales en la planicie costera, al noroeste y región central. Hay selvas en la parte sureste del estado, seguidas por el matorral subtropical; los pastizales se ubican al norte y en los límites con Chihuahua se localizan los bosques templados. 
En las regiones secas se encuentran una gran gama de plantas xerófilas, como los sahuaros, y árboles como el mezquite, el palo blanco, el palo fierro, el palo verde y el torote, ya que tienen sistemas de adaptación como crecer a la orilla de riachuelos y en las faldas de los cerros, no ser muy altos para contrarrestar la fuerza del viento y tener la madera muy dura y raíces largas que penetran en la tierra hasta encontrar un depósito de agua.
La mayoría de los bosques se localizan en el noreste del estado y cubren cerca de 6.4% del estado. Esta área es la que tiene la temperatura más fría. La deforestación es un problema significativo, en especial después de 1980, debido al incremento en la tasa de corte de árboles. Muchos árboles de mezquite también han desaparecido por la demanda de combustibles locales y el mercado del carbón de mezquite en México y los EUA. 
La mayor parte del norte de México sufre de una de las tasas de desertificación más altas del mundo debido a la degradación de la tierra en las áreas áridas y semiáridas, lo que conlleva la pérdida de la productividad biológica y económica, pero el proceso es más grave en Sonora que en Sinaloa, por ejemplo. La degradación de la tierra ocurre por la limpieza de tierra para la agricultura, la plantación de pasto no nativo de la región para pastar, la tala de bosques, el sobre-consumo de vegetación natural y la salinización de suelo por la irrigación. 
La fauna de Sonora es rica y variada, pudiéndose contar como animales principales los siguientes, agrupados por especies:
- mamíferos: ardilla, borrego cimarrón, borrego salvaje, cabra montesa, cacomixtle, codorniz, conejo, coyote, cuyo, gato montés, jabalí, jaguar, liebre, lobo, musaraña (Soriciade), ocelote, onza, oso negro, pecarí de collar (Tayassuidae), puma, rata canguro, tejón, tigrillo, venado de cola blanca, venado bura, zorra y zorrillo;

- aves: agachona, aguilucho, alondra, alcatraz, búho, chachalaca, correcaminos, gallardeto, gallina de agua, ganga, garzo, gavilán, gaviota, halcón, huilota, huitlacoche, pájaro mosca, quelele, saltapared, tecolote, tórtolo;

- peces: carpa, pez dorado, pez vela, tilapia, totoaba, vaquita marina.

- reptiles: boa, camaleón, coralillo, iguana, lagarto, sapo, serpiente de cascabel, serpiente real, tortuga, monstruo de Gila.

| Flora y fauna de Sonora |                     |                       |                |                         |
|                         |                     |                       |                |                         |
| Panthera onca           | Felis concolor      | Dipodomys             | Phocoena sinus | Geococcyx californianus |
|                         |                     |                       |                |                         |
| Meleagris gallopavo     | Heloderma suspectum | Antilocapra americana | Canis latrans  | Ovis canadensis         |
|                         |                     |                       |                |                         |
| Acer saccharinum        | Carnegiea gigantea  | Pinus ponderosa       | Olneya tesota  | Stenocereus thurberi    |

Además el estado posee un registro paleontológico destacable por la  fauna fósil que lo constituye como poríferos, braquiopodos, moluscos, artrópodos y equinodermos.

### Hidrología

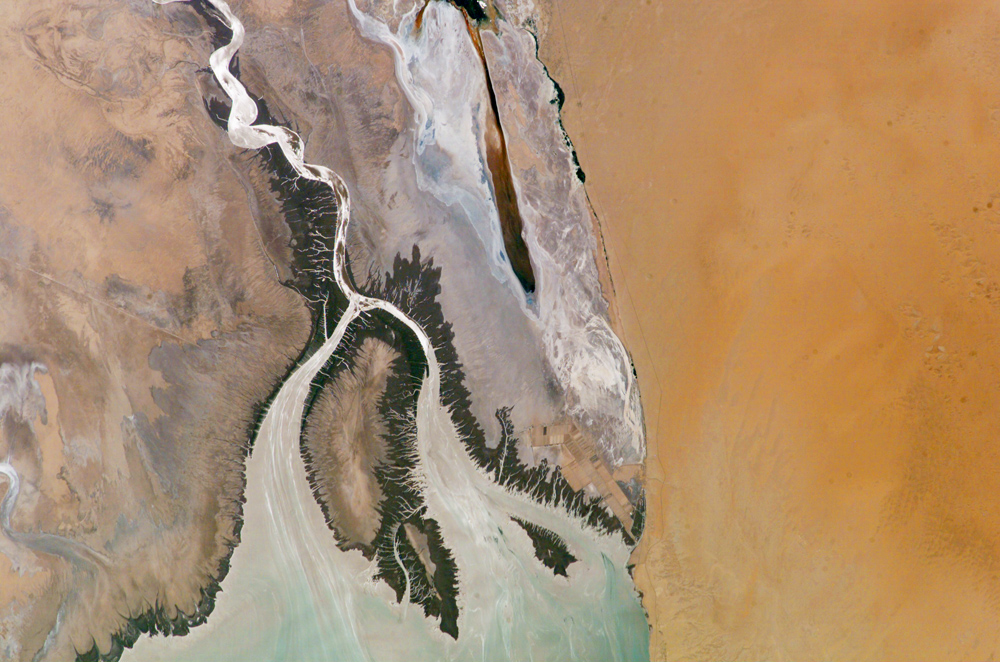
Delta del Río Colorado.

Con la excepción del río Colorado, los sistemas de ríos y acuíferos en Sonora son el resultado de la lluvia proveniente de las nubes sobre la Sierra Madre Occidental. Esta agua corre río abajo hacia el oeste de las montañas a lo largo de los cañones y valles hasta las praderas y la costa del golfo de California. Sonora tiene siete ríos principales, el Colorado, el Concepción, el San Ignacio, el Sonora, el Mátape, el Yaqui y el Mayo. Presas, como la Álvaro Obregón (Oviáchic), la Adolfo Ruíz Cortines (Mocúzari), la Plutarco Elías Calles (Novillo), la Abelardo L. Rodríguez y la Lázaro Cárdenas (La Angostura) han sido construidas a lo largo de algunos de estos ríos, en al menos dos de ellos donde ya existían lagos naturales. Algunas de las presas formaron grandes deltas, como la del río Mayo. Los acuíferos más grandes se encuentran principalmente entre Hermosillo y la costa, el valle de Guaymas y el área alrededor de Caborca. Muchos de estos han tenido problemas debido a la sobreexplotación para el riego en la agricultura.

### Áreas protegidas

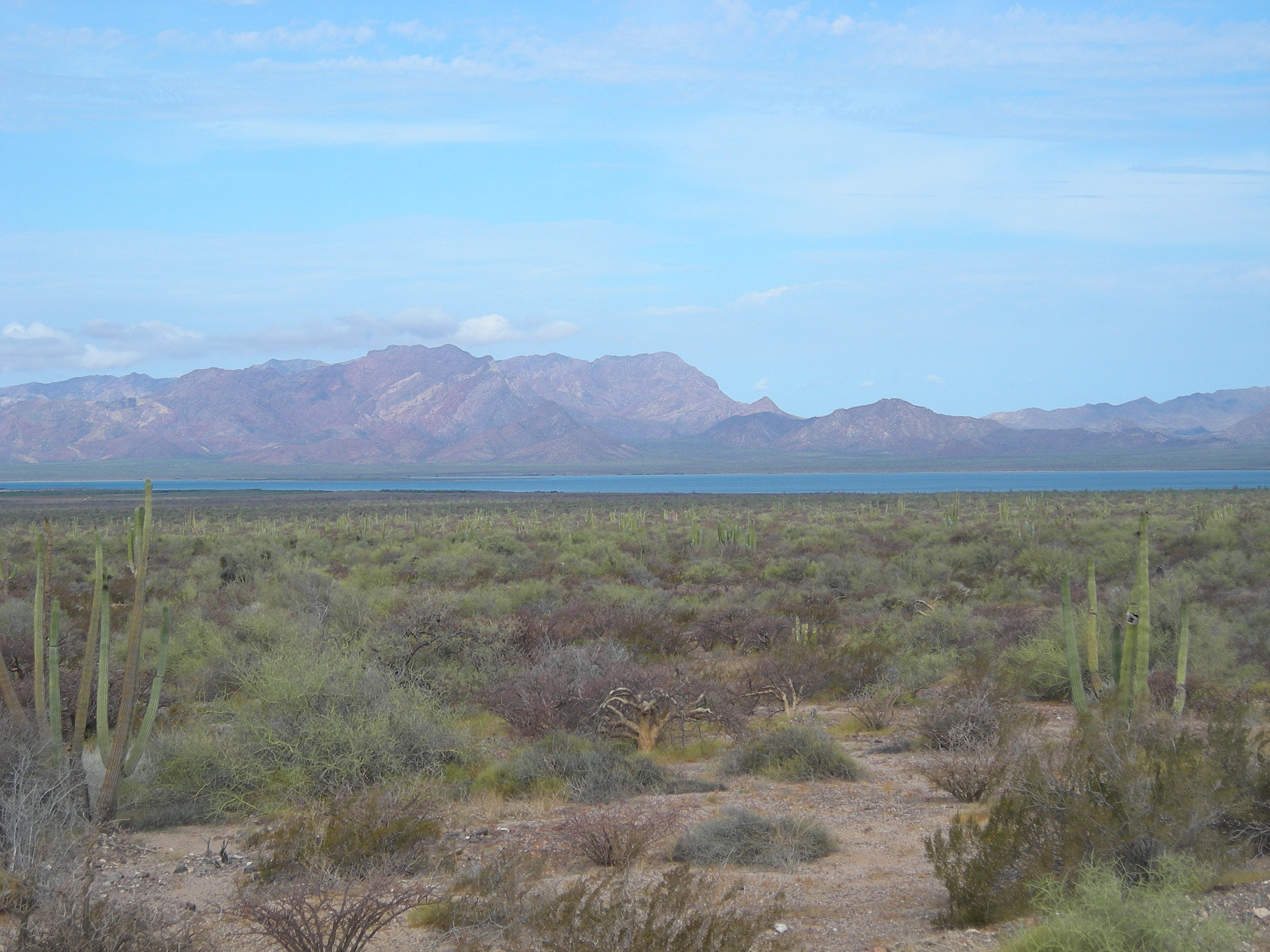
Vista de la Isla del Tiburón desde el canal del Infiernillo.

Sonora tiene 18 462 km² de áreas de vida salvaje protegidas. Las áreas naturales protegidas en el estado de tipo federal son siete, de tres tipos: reservas de la biosfera (3), áreas para la protección de flora y fauna (2) y áreas para la protección de los recursos naturales (2). De forma resumida son:
- reserva de la biósfera Alto golfo de California y delta del río Colorado (SINAP 4), que ocupa la parte noroeste de Sonora y la parte noreste de Baja California, en la parte más norteña del golfo de California y del delta del río Colorado. En la zona vive una gran variedad de especies marinas. También hay playas rocosas a lo largo de ésta con arena fina. Algunas de éstas constituyen el hábitat de grupos de focas y leones marinos. La reserva fue creada en 1993 y abarca un área de 934 756 ha. En tierra, hay vegetación de tierra árida, dunas costeras y un estuario.

- reserva de la biosfera El Pinacate y Gran Desierto de Altar (SINAP 6), establecida en junio de 1993 que se localiza entre Puerto Peñasco y la frontera con los Estados Unidos, en el gran desierto de Altar. Consiste en un área con una serie de gigantescos cráteres volcánicos extintos, que están rodeados de flora y fauna. Es visitada frecuentemente por turistas extranjeros, investigadores y fotógrafos. La reserva tiene un museo, que muestra la historia del lugar y su formación hasta el presente. Fue declarada en 2013 Patrimonio de la Humanidad.

- Isla San Pedro Mártir (SINAP 43), establecida el 13 de junio de 2002, que protege 30 165 ha de áreas marinas y de matorral.

- Área de protección de flora y fauna Sierra de Álamos-Río Cuchujaqui (SINAP 47),  establecida el 19 de julio de 1996, que protege 92 890 ha de zonas de selva baja caducifolia, bosque de encino, bosque de pino-encino y matorral espinoso.

- Área de protección de flora y fauna Islas del Golfo de California, compartido con los estados de Baja California, Baja California Sur y Sinaloa. Fue establecida en agosto de 1978 y recategorizada el 7 de junio de 2000. Corresponden a Sonora:

- La Bahía e islas de San Jorge, cubren un área de  130 km² y se localizan en la costa norte de Sonora, entre Caborca y Puerto Peñasco. Las islas fueron hechas reserva federal por primera vez en 1978 debido a sus importantes aves migratorias. Hay un número especialmente importante de especies tales como Sterna antillarum, colonias de Sula leucogaster, Myotis vivesi y Zalophus californianus. Las islas son grandes rocas y son de color blanco por el guano. Las playas se extienden unos 10 km y terminan en la bahía de San Jorge en la parte sur. La zona es el hábitat de leones marinos y un tipo de murciélago de pesca. Hay dunas de arena y vegetación de zona árida así como un pequeño estuario. El clima es muy árido y semi-caliente con una temperatura promedio de entre 18 y 22 grados centígrados.

- La isla Tiburón es una reserva ecológica con cerca de 300 especies de plantas con vida salvaje del desierto y marina. La isla alguna vez fue habitada por los Seris, y todavía la consideran su territorio.

- reserva forestal nacional y refugio de vida silvestre Sierra Los Ajos-Bavispe;

- reserva de caza nacional Cajón del Diablo.

Además, hay tres áreas protegidas de nivel estatal: 
- Sistema de Presas Abelardo L. Rodríguez-El Molinito, bajo la categoría de zona protectora forestal de la ciudad de Hermosillo;
- reserva ecológica protegida Arivechi -Cerro Las Conchas;
- reserva ecológica protegida Estero del Soldado;

Otras áreas son el Cañón Las Barajitas es un área natural protegida municipal establecida en 1993 que consiste de tres ecosistemas diferentes, localizado a  31 km al norte de San Carlos. Tiene un kilómetro de playas y un cañón que tiene dos microclimas distintos, uno árido y parecido al desierto, y otro subtropical. El área tiene una amplia variedad de fauna incluidas ballenas, delfines y mantas raya que pueden verse desde la costa dependiendo de la temporada. Algunas actividades para los visitantes son el uso del kayak, buceo y pesca. También hay cuevas así como un observatorio solar.
La unidad de conservación del área Mesa el Campanero-Arroyo El Reparo 43 000 ha es una zona sujeta a conservación ecológica, que forma parte del corredor biogeográfico de la Sierra Madre Occidental y de la Cuenca del Río Yaqui y Mayo y se encuentra en el municipio de Yécora. Es una meseta con montañas que cubren 430 km², contiene pinos y bosques tropicales, ríos, arroyos, formaciones de roca y caminos de tierra. Debido a su altitud entre 700 y 2100 m s. n. m., su temperatura es baja con respecto a la del estado. Es parte de la biorregión de la Sierra Madre Occidental y del nacimiento de los ríos Yaqui y Mayo.

## Toponimia
Existen algunas conjeturas sobre el origen del nombre Sonora. Una es que proviene de la palabra Señora, que fue el primer nombre dado a la región por los exploradores españoles, encabezados por Diego de Guzmán, debido a que arribaron al río Yaqui el 7 de octubre de 1533, día de Nuestra Señora del Rosario. Como los nativos no podían pronunciar la letra 'ñ', Señora derivó en Sonora. Una segunda conjetura dice que los indígenas vivían en chozas de cañas llamadas en su lengua sonot. Los españoles cambiaron esa palabra a sonora y luego extendieron el nombre a toda la provincia.

## Historia

### Periodo prehispánico
Algunos de los más antiguos sitios arqueológicos encontrados en Sonora están relacionados con la cultura cochise, que se desarrolló en el período Paleoamericano. En el noroeste del estado, algunos sitios en las cuencas de los ríos Altar, Magdalena y Concepción muestran una evolución de la cultura Cochise a la cultura de Trincheras, caracterizada por ciertos tipos de cerámicas y por la construcción de terrazas y muros en las laderas de los cerros. Entre los sitios más característicos de esa cultura se encuentra Cerro de Trincheras.

### Periodo colonial

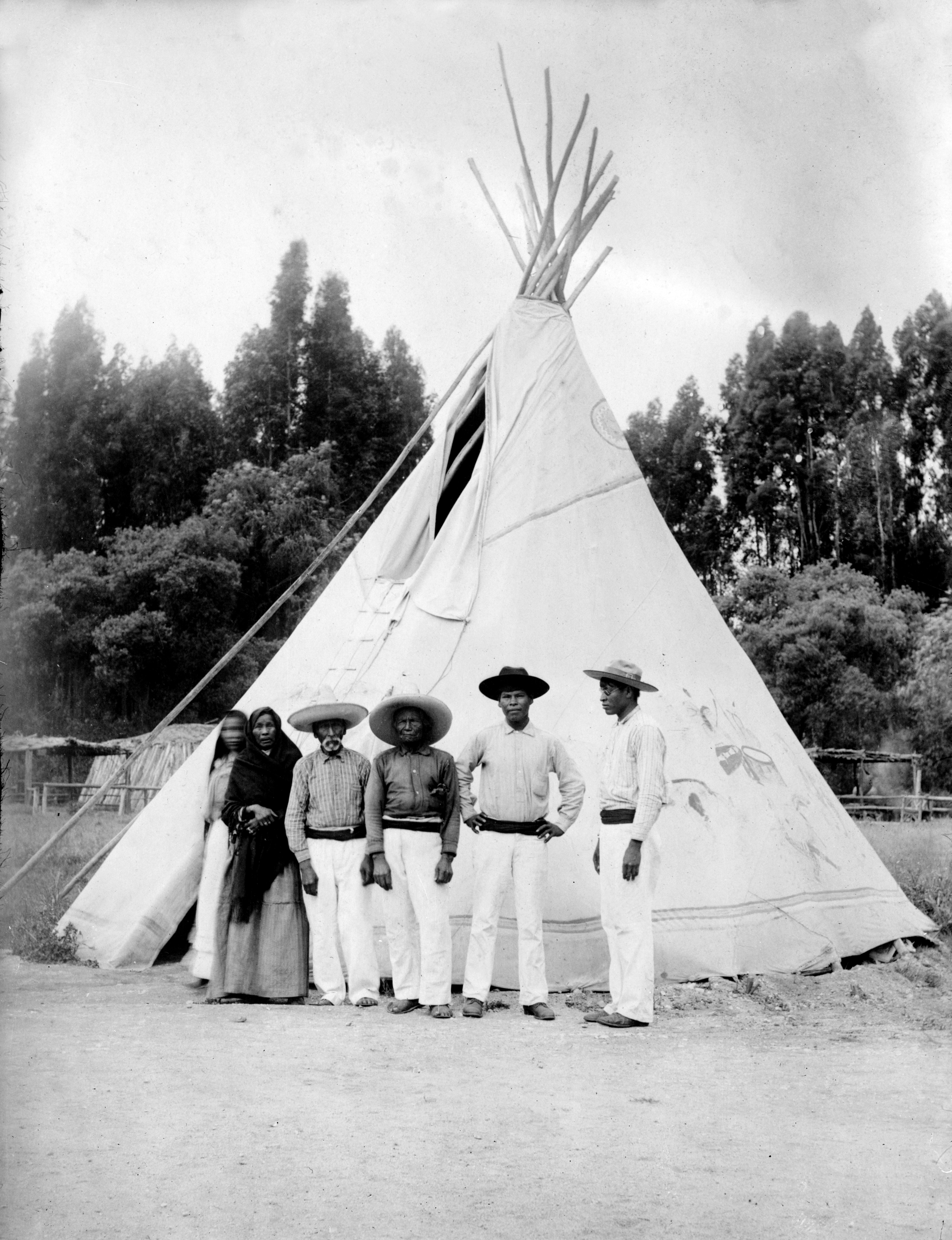
La tribu yaqui es conocida por su resistencia constante a los extranjeros, incluidos los europeos.

Aunque hay poca información sobre lo que pasó en el territorio después de la llegada de los españoles a México en el siglo XVI, se sabe que hubo exploraciones españolas pero no asentamientos, en gran parte por la resistencia de los pueblos originarios, del pueblo yaqui principalmente. Los primeros asentamientos fueron fundados por los jesuitas y su sistema de misiones en la Nueva España. 
El misionero más famoso de Sonora, así como en gran parte de lo que hoy es el suroeste de los Estados Unidos, es el jesuita italiano, Eusebio Francisco Kino, conocido como El Padre Kino. Llegó a Sonora en 1687 y comenzó su trabajo en el área de la Pimería Alta de Sonora y Arizona. Fundó su primera misión en Cucurpe, después estableció iglesias y misiones en otras villas tales como Los Remedios, Ímuris, Magdalena, Cocóspera, San Ignacio, Tubutama, Caborca y otras. Además enseñó técnicas europeas para la agricultura a los indígenas que predicaba, para permitir el desarrollo de una economía para el beneficio de los nativos.
Sin embargo, durante el siglo XVIII el sistema español y las misiones generaron descontento entre la población indígena debido a la expulsión de muchos de ellos de sus tierras, en especial las cercanas a las minas que eran de principal interés para la Corona española; esto generó ataques esporádicos en su contra y a pesar de que los españoles habían construido presidios para resguardarse, los asentamientos españoles estuvieron en desarreglo. En 1767, el rey de España, Carlos III, expulsó a los jesuitas de los territorios controlados por los españoles, terminando así el sistema de misiones. A finales del siglo XVIII, Sonora junto con Sinaloa formaron parte de la Intendencia de Arizpe en la Nueva España, que fue la división territorial que antecedió al Estado de Occidente.

### En el México independiente
El periodo colonial terminó en Sonora con la Guerra de Independencia mexicana de 1810 a 1821; sin embargo, Sonora no estuvo directamente involucrada en la guerra. La independencia llegó en forma de decreto. Un resultado positivo de la independencia fue que permitió el desarrollo económico. La antigua provincia de Sonora y Sinaloa fue dividida en 1823 para formar los estados de Sonora y Sinaloa, estableciéndose la capital sonorense en Ures. Sin embargo, se reunificarían otra vez en 1824 bajo el Estado de Occidente y permanecerían así hasta 1830, a pesar del hecho de que Sonora fue declarado como estado en la constitución mexicana de 1824. Sonora se separó de Sinaloa nuevamente en 1831 cuando escribió su primera constitución estatal, que puso la capital en Hermosillo. Posteriormente siguió un periodo de inestabilidad política causado por la disputa entre liberales y conservadores por el tipo de gobierno que debía tener el nuevo país. 
La guerra de Estados Unidos-México trajo solo una confrontación militar importante entre las fuerzas mexicanas y estadounidenses, pero las consecuencias serían graves para el estado. En octubre de 1847, el buque de guerra Cyane asedió la bahía de Guaymas, lo que resultó en el control estadounidense de esta parte de la costa desde entonces y hasta 1848. Cuando terminó la guerra, Sonora perdió 339,370 hectáreas de su territorio a los Estados Unidos a través del tratado de Guadalupe Hidalgo. Además de eso, la guerra arruinó la economía estatal. Sonora perdería más territorio en los 1850, a través del Tratado de La Mesilla. Antes de la guerra, Sonora era la entidad más grande de México. La debilidad del área en la etapa posterior a la guerra la hizo susceptible a bucaneros tales como William Walker, Gaston de Raousset-Boulbon y Henry Alexander Crabb que atacaron los puertos sonorenses tales como Guaymas y Caborca. Sin embargo, la mayoría de los ataques fueron repelidos. La economía no se volvería a recuperar de la guerra hasta finales de 1850, cuando Ignacio Pesqueira se convirtió en gobernador y atrajo la inversión extranjera al estado, en especial en el sector minero, así como trabajó para crear un mercado exterior para los productos agrícolas de Sonora. 
Durante la intervención francesa en México, Sonora fue invadido por tropas francesas como parte de su esfuerzo para instalar una monarquía en México bajo Maximiliano I. El puerto de Guaymas fue atacado por fuerzas bajo Armando Castagny, lo que forzó a las fuerzas mexicanas al mando de Pesqueira y el general Patoni a retirarse al norte de la ciudad. Las tropas francesas atacaron a los mexicanos de nuevo en un lugar llamado La Pasión, resultando nuevamente en la derrota de la resistencia mexicana. Los franceses no fueron derrotados en el estado hasta la Batalla de Guadalupe de Ures en 1866 por Pesqueira, Jesús García Morales y Ángel Martínez. Poco después de esto, se escribió la constitución actual del estado en 1873, y su capital sería movida permanentemente a Hermosillo. 

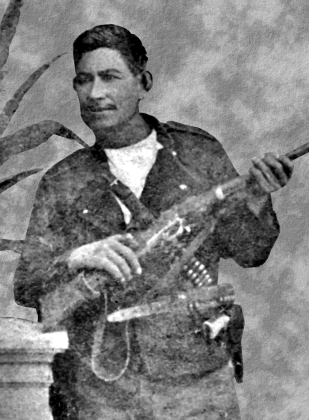
Cajeme, líder de la resistencia yaqui.

Durante el régimen de Porfirio Díaz a finales del siglo XIX y a principios del XX, se promovieron cambios económicos significativos. Estos cambios generaron un rápido crecimiento económico, que tuvo profundas consecuencias políticas y sociales. Sonora, junto con el resto de los estados fronterizos del norte incrementaron rápidamente en importancia. El desarrollo del sistema de ferrocarril integró la economía estatal con la nacional, y también tuvo un efecto de mayor control federal en todo el territorio de México. Después de 1880, el sistema de rieles atravesó el norte hacia los Estados Unidos, el cual sigue siendo una parte importante de las relaciones económicas entre ambos países. A pesar de eso, los cambios también permitieron a extranjeros y a ciertos mexicanos apoderarse de grandes zonas de terrenos en México. En Sonora, Guillermo Andrade controlaba 1,570,000 hectáreas, Manuel Peniche y el estadounidense William Cornell Greene tenían cerca de 500,000. Los dueños extranjeros de la industria también tendían a traer a trabajadores extranjeros, incluso de Asia. La inmigración china a Sonora comenzó en este periodo, y los chinos pronto se convirtieron en una fuerza económica a medida que construyeron pequeños negocios que se esparcirían donde sea que hubiera desarrollo económico en el estado. 
La apropiación de la tierra tanto para la agricultura como la minería, puso nueva presión sobre los Yaquis y otros pueblos nativos de Sonora. La resistencia yaqui hasta este punto les había dado un control bastante autónomo de una porción del estado, y mantenían su sistema de agricultura a lo largo del Río Yaqui. 
La invasión de esta tierra llevó a levantamientos y a una guerra de guerrillas por parte de los yaquis después de 1887. En 1895, los gobiernos federal y estatal comenzaron a reprimir violentamente a los yaquis y comenzaron a expulsar a los yaquis capturados a plantaciones en el sureste de México, especialmente las plantaciones de henequén en la península de Yucatán. La resistencia yaqui continuó bien entrado el siglo XX, y las expulsiones alcanzaron un pico entre 1904 y 1908, en cuyo punto, cerca de un cuarto de esta población había sido mandada fuera del estado. Algunos más fueron forzados a escapar a Arizona.

### SigloXX

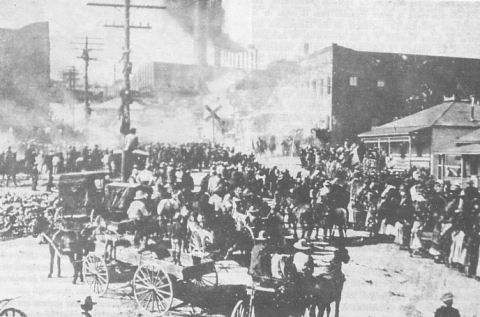
Imagen de la huelga de mineros de Cananea de 1906.

Las políticas del gobierno de Porfirio Díaz no solo causaron resentimiento entre los yaquis, sino también en el resto de Sonora y el país. Uno de los antecedentes de la Revolución mexicana fue la huelga de Cananea de 1906, que buscaba negociaciones con el dueño minero estadounidense William Greene, pero este se negó a reunirse con los cerca de 2,000 huelguistas. La huelga se volvió violenta rápidamente cuando los mineros trataron de tomar control de la mina e intercambiaron disparos. Cuando las tropas federales mexicanas llegaron dos días después, pusieron un fin brutal a todo, con la ejecución de los sospechosos de liderar la huelga. De tal suerte que la huelga hizo crecer el resentimiento hacia Díaz, no disminuir las huelgas en otras zonas del país.
A finales de 1910, estalló la Revolución mexicana y Díaz fue rápidamente removido del cargo, el resto de la guerra determinaría quién se quedaría en el poder después de esto. El entonces gobernador de Coahuila, Venustiano Carranza, buscó refugio en Sonora, y se convirtió en uno de los principales protagonistas durante el resto de la guerra, con su base de operaciones principal en Hermosillo. Después de que Díaz fue removido del cargo, Carranza estaba en disputa por el poder en contra de Álvaro Obregón y otros.

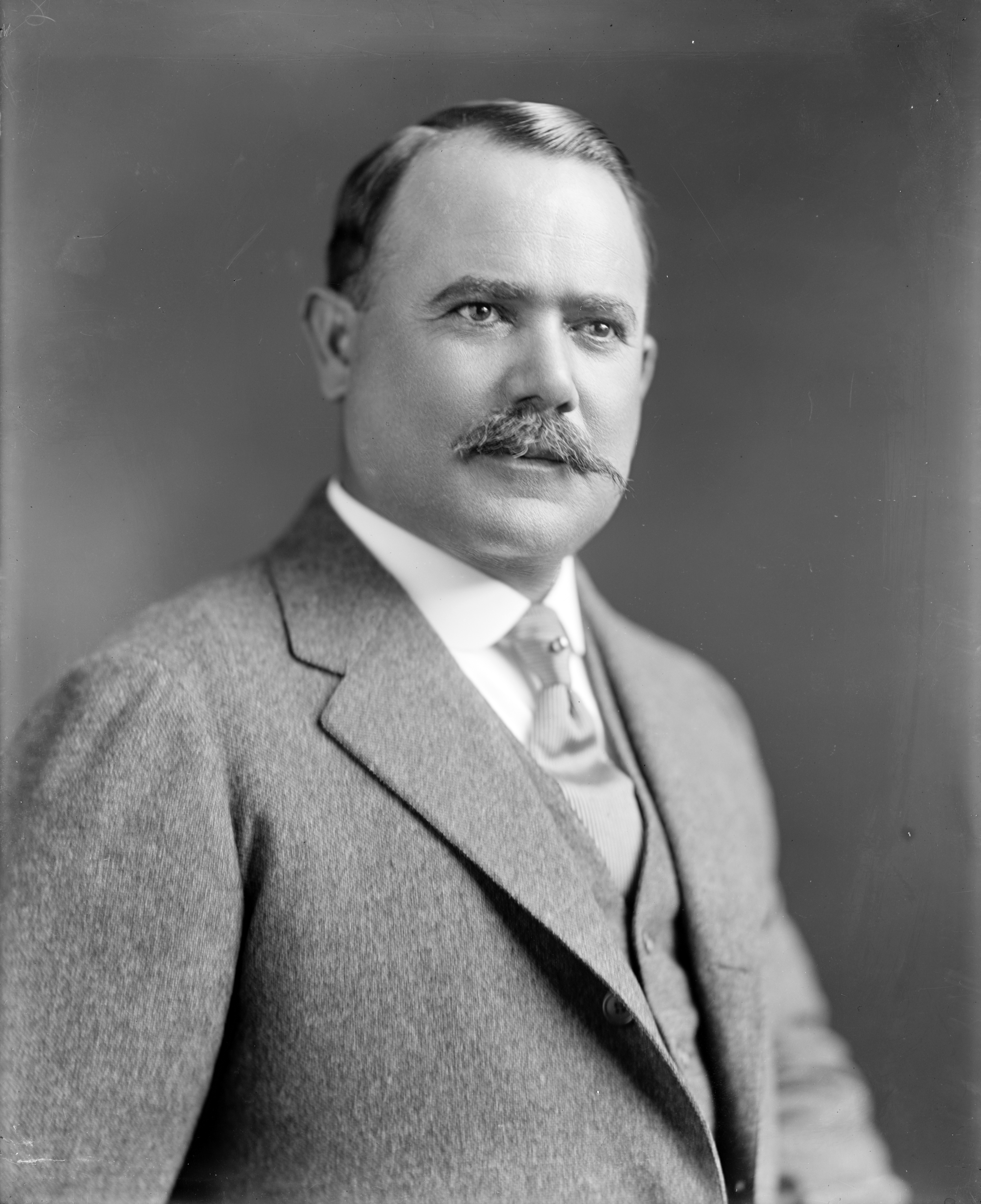
Álvaro Obregón, importante partícipe de la Revolución mexicana originario de Sonora.

A pesar de que Carranza obtuvo la presidencia en 1920, el conflicto con Obregón y su resistencia no cesó, por lo que Carranza intentó suprimir la oposición política en Sonora. Esto ocasionó que Álvaro Obregón y sus aliados (principalmente Abelardo L. Rodríguez, Benjamín Hill y Plutarco Elías Calles) firmaran el Plan de Agua Prieta por el cual desconocían al gobierno carrancista, este movimiento pronto vino a dominar la situación política mexicana, pero causó inestabilidad política generalizada. Obregón triunfó en quitar a Carranza del cargo y convertirse el siguiente presidente de México. Para las elecciones presidenciales de 1924, Obregón escogió a Plutarco Elías Calles como sucesor, que también era un líder revolucionario de Sonora. Esto terminó de manera efectiva la guerra, pero las hostilidades habían destruido nuevamente la economía sonorense. De 1920 a principio de los 1930, cuatro sonorenses ocuparían la presidencia de la república, Adolfo de la Huerta, Álvaro Obregón, Plutarco Elías Calles y Abelardo L. Rodríguez. 
Los esfuerzos de modernización y desarrollo económico iniciados en el Porfiriato continuarían a lo largo de la Revolución y por el resto del siglo XX. A finales del siglo XIX y a principios del XX, el proceso de llevar electricidad incrementó ampliamente la demanda de cobre, lo que trajo consigo un gran incremento en la minería de Sonora. Cananea creció muy rápido de una villa de 900 a una ciudad de 20,000 habitantes. También ocasionó una red de caminos, vías de tren y otras conexiones a lo largo de la frontera. Sin embargo, el desarrollo organizado de la agricultura estatal se detuvo por la Revolución, la Gran depresión y otros problemas políticos. 
En los 1930, Sonora se benefició de varias políticas nacionales enfocadas al desarrollo de ciudades en la frontera con los Estados Unidos y por la construcción de varias presas para ayudar al desarrollo de la agricultura y la demanda de agua general. En los 1940 comenzaron reformas agrícolas importantes en el área del Río Mayo, cuando se limpió el delta de vegetación natural y se convirtió en tierras de cultivo. Se aseguró el agua para estas granjas con la construcción de la Presa Mocúzari a cerca de 24 kilómetros de Navojoa. Cuando se terminó en 1951, había un sistema de canales, pozos y carreteras para apoyar la agricultura a gran escala para su exportación. Durante la Segunda Guerra Mundial el Estado fue beneficiada económicamente, en especial las localidades pesqueras, por la necesidad de productos enlatados.
En la última mitad del siglo XX, la población del estado ha crecido y se ha incrementado la inversión extranjera debido a su localización estratégica cerca de la frontera y su puerto de Guaymas. Esto ha permitido el desarrollo de infraestructura moderna como carreteras, puertos y aeropuertos, lo que hace del estado uno de los mejores conectados del país. En 1964 se construyó un puente sobre el río Colorado para enlazar a Sonora con la vecina Baja California. Un sector importante de la economía ha sido la industria, que trajo consigo la planta Ford en Hermosillo y varias plantas de ensamble llamadas maquiladoras en la frontera con los Estados Unidos. Uno de los sectores de la economía con mayor crecimiento ha sido el turismo, en especial en la costa, esto ha llevado al surgimiento de infraestructura hotelera, en especial en Puerto Peñasco.

## Demografía
| Religiones más frecuentes (en 2010)          | Religiones más frecuentes (en 2010)          | Religiones más frecuentes (en 2010) | Religiones más frecuentes (en 2010) | Religiones más frecuentes (en 2010) |
| -------------------------------------------- | -------------------------------------------- | ----------------------------------- | ----------------------------------- | ----------------------------------- |
| Religión                                     | Religión                                     |                                     | Porcentaje                          | Porcentaje                          |
|                                              |                                              |                                     |                                     |                                     |
| Católicos                                    | Católicos                                    |                                     | 82.3%                               | 82.3%                               |
| Pentecostales, evangélicos, otros cristianos | Pentecostales, evangélicos, otros cristianos |                                     | 7.3%                                | 7.3%                                |
| Otros                                        | Otros                                        |                                     | 10.4%                               | 10.4%                               |

De acuerdo con los resultados del Censo de Población y Vivienda 2010 del Instituto Nacional de Estadística y Geografía (INEGI), el estado de Sonora contaba con 2,882,628 habitantes, que representó el 2.4% de la población de México. Del total, 50.3% eran hombres y 49.7% eran mujeres. La tasa de crecimiento poblacional anual para la entidad durante el período 2005-2010 fue del 2.1%. El crecimiento de la población ha sido constante en desde 1940. El censo también indicó que la mitad de la población tiene 26 años o menos. 
La densidad de población en Sonora es de 14.8 habitantes por kilómetro cuadrado, lo que convierte a Sonora una de las entidades menos densamente pobladas de México, en el lugar 29 de 32; resaltando que el estado es el segundo más grande del país, después de Chihuahua. 
En la entidad 60,310 personas hablan una lengua indígena, lo que representa un 3% de la población. Esta población se localiza principalmente en el sur del Estado. Las lenguas indígenas más frecuentes son el mayo (46.4%) y el yaqui (26.6%).Otras lenguas indígenas originarias de Sonora son el seri, n'nee biyat'i (chiricahua), n'dee biyat'i (coyotero), makurawe, kuapá, o'otam y pima.  Gracias a la migración existe una importante comunidad hablante de mixteco, zapoteco y triqui.

### Ciudades más pobladas
A continuación se presenta una lista de las ciudades más pobladas de Sonora de acuerdo con el último censo de población (2020), no confundirse con los Municipios más poblados.
| Población histórica de Sonora |         |         |         |         |         |         |         |         |           |           |           |           |           |           |           |           |           |  |  |
|                               |         |         |         |         |         |         |         |         |           |           |           |           |           |           |           |           |           |  |  |
| Año                           | 1895    | 1900    | 1910    | 1921    | 1930    | 1940    | 1950    | 1960    | 1970      | 1980      | 1990      | 1995      | 2000      | 2005      | 2010      | 2015      | 2020      |  |  |
| Población                     | 192,721 | 221,682 | 265,383 | 275,127 | 316,271 | 364,176 | 510,607 | 783,378 | 1,098,720 | 1,513,731 | 1,823,606 | 2,085,536 | 2,216,969 | 2,395,900 | 2,662,480 | 2,850,330 | 2,944,840 |  |  |
| Fuente: INEGI                 |         |         |         |         |         |         |         |         |           |           |           |           |           |           |           |           |           |  |  |

| Gráfica de evolución demográfica de Sonora entre 1895 y 2020                    |
|                                                                                 |
| Información extraída del Instituto Nacional de Estadística y Geografía (INEGI). |

## Cultura
Algunos de los festivales culturales más importantes del estado son el Festival del Pitic en Hermosillo, el Festival Alfonso Ortiz Tirado en Álamos, las Fiestas de San Francisco en Magdalena de Kino y el Carnaval de Guaymas. Sonora cuenta además con dos pueblos mágicos, los anteriormente mencionados Álamos y Magdalena de Kino. 
Los museos más importantes de Sonora son el Museo Costumbrista de Sonora en Álamos, el Museo Casa del General Álvaro Obregón en Huatabampo, el Museo de los Yaquis en Cócorit, Cajeme; el Museo Comca'ac (de los seris) en Bahía de Kino, Hermosillo; el Museo Costumbrista Regional en Ures, el Museo Silvestre Rodríguez en Nacozari de García y el Museo de la Lucha Obrera en Cananea. 
Las danzas indígenas más importantes son la danza del venado, la de la páscola y la de los matachines, que se presenta principalmente en Huatabampo. Todavía se practica la medicina con plantas medicinales en especial en las zonas rurales. 
Desde la época colonial, gran parte de la economía estatal ha estado relacionado con la ganadería, siendo los vaqueros una parte importante de la identidad estatal. Hoy en día, la mayoría de ellos trabajan en la industria y el turismo, pero la indumentaria y el folclor del vaquero sigue siendo importante. Los pantalones de mezclilla y los sombreros de vaquero siguen siendo muy populares, en especial entre los hombres. El estilo de vida vaquero está asociado con las camionetas Pickup. Esta influencia se extiende a la música popular. 
El estilo musical más popular del área es la norteña, que incluye la Banda. La música norteña se desarrolló desde finales del siglo XIX hasta el comienzo del siglo XX en toda la región fronteriza del norte de México y el suroeste de los Estados Unidos, con la influencia de los valses, polkas, las rancheras, mazurcas y los corridos. Un instrumento importante del género es el acordeón, traído por primera vez a la región por inmigrantes alemanes. Las versiones sonorenses de este tipo de música se desarrollaron de los 1920s a los 1960s. Muchas de las primeras composiciones exitosas son de compositores anónimos. En los 1950s, con la expansión de la radio, la popularidad del género se incrementó pues se comenzó a escuchar música norteña de Nuevo León, Durango y otros estados. Estas versiones regularmente incluían canciones escritas por compositores sonorenses tales como Amor de madre de Jesús "El Chito" Peralta, Cuatro milpas, Mundo engañoso, El Venadito, La Higuerita y El Tarachi de Aristeo Silvas Antúnez; La barca de Guaymas de Ventura Romero (el presidente José López Portillo le adjudicó la autoría a José López Portillo y Weber, su padre), A mi primer amor de Silvestre Rodríguez y Échale un cinco al piano de Manuel S. Acuña. La juventud que trabajaba en los campos y ranchos se identificaba de manera particular con esta música.
El primer grupo norteño formal fue Los Cuartetos de Sonora, formado por los hermanos Carvajal. En contraste con bandas de otros estados, que eran duetos, las bandas sonorenses eran tríos antes de volverse cuartetos y quintetos con la adición de más instrumentos musicales. La letra casi siempre habla de momentos importantes del día a día que se celebran y embellecen. Solo de manera reciente la música norteña ha sido aceptada por otras clases sociales fuera de aquellas en las que se desarrolló. Los grupos norteños de Sonora, a veces llamados taca-tacas, pueden ser escuchados en eventos sociales de todos los niveles socioeconómicos. 

### Arqueología
La región ha sido un área de estudio para los arqueólogos, antropólogos e historiadores; quienes han trabajado con las ruinas prehispánicas y los huesos fosilizados. Sin embargo, gran parte de la investigación en esta zona sigue en su etapa descriptiva inicial y hay muchas preguntas básicas aún sin responder. Sonora es considerada una zona cultural separada de Mesoamérica, aunque hay algo de influencia mesoamericana. Las principales diferencias entre las culturas sonorenses y las de Mesoamérica son el cultivo en climas secos, aunque se produce de igual manera el maíz, la calabaza y los frijoles. También hay mayor dependencia de los recursos no cultivados por el hombre. Aunque vale la pena resaltar que lo más importante es la carencia de ciudades como tales en la historia prehispánica de esta región, habiendo únicamente poblaciones pequeñas cerca de las fuentes de agua y un débil sistema jerárquico. Las culturas aquí también comparten algunas características con aquellas del suroeste de los Estados Unidos, pero también son notablemente distintas. 

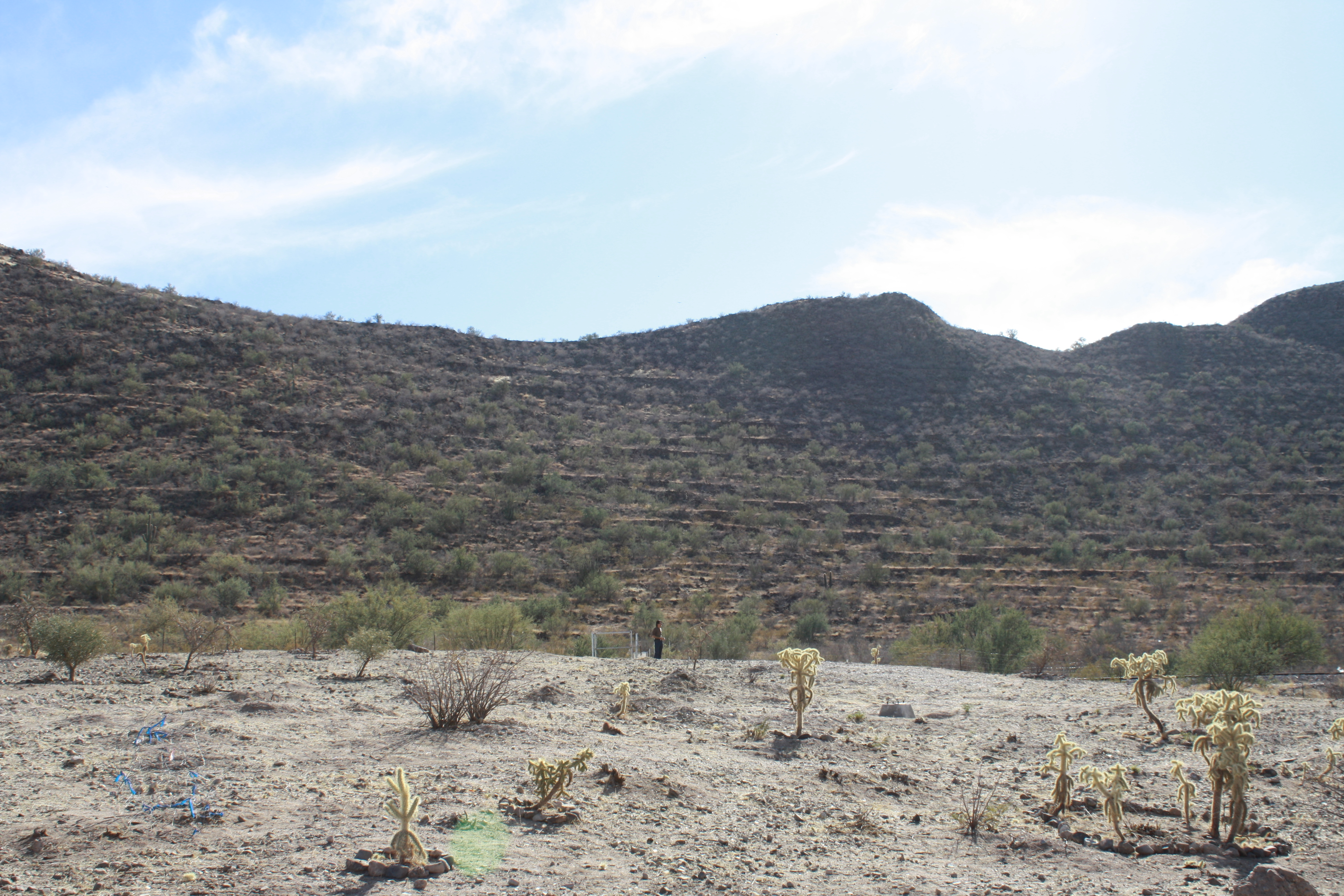
Cerro de Trincheras.

El Cerro de Trincheras es un sitio arqueológico importante localizado en el municipio homónimo, con petroglifos, plazas y observatorios astronómicos. Se disputa el propósito exacto del área, pero se sabe que alcanzó su esplendor entre 1300 y 1450 de nuestra era, cuando tuvo una población de cerca de mil habitantes, que vivieron del cultivo del maíz, la calabaza, el algodón y el agave. Su estructura más grande se llama La Cancha, que está en la base al lado norte del cerro. Es un patio rectangular caracterizado por sus rocas apiladas en las orillas, que miden 51 por 13 metros. Algunos investigadores creen que era un tipo de cancha para el juego de pelota y otros creen que era una especie de teatro al aire libre. En el cerro mismo hay un observatorio, que da una vista del lugar. La mayoría de los artefactos del área de piedra y concha fueron encontrados ahí. La Plaza del Caracol se caracteriza por su pared de piedra de metro y medio en espiral abierta, muy probablemente utilizada para ceremonias.
En Sonora, existen restos fósiles precámbricos de Estromatolito y Cianobacterias que, hace 3,500 millones de años fueron unos de los primeros seres vivos en la Tierra, lo cual fue registrado por Isauro Gómez y Lorenzo Torres, investigadores importantes. Su trabajo fue realizado en formaciones del municipio de Caborca, como las designadas Gamuza y Papalote, con una datación de aproximadamente 1,100 millones de años.
El municipio de Esqueda, es un pueblo donde existen varios indicios de una gran fauna en tanto a reptiles Prehistóricos, ya que se han encontrado múltiples Icnitas de Dinosaurios. Tales como Hadrosáuridos o picos de pato, Ceratópsidos, e incluso huellas asociadas al grupo de los Tiranosauridos, Dromesáuridos, entre otros. Uno de los tantos que existen, es el Tototlmimus packardensis, encontrado en Agua Prieta.

### Gastronomía
Como en otras partes de México, la cocina sonorense es básicamente una mezcla de las influencias indígenas y españolas. Cuando los españoles avanzaron al norte del Valle de México, encontraron que la dieta del lugar era más simple, con lo básico de maíz, frijoles y calabaza, pero sin la variedad extra que existía en el sur. Por esta razón, esos españoles influenciaron la manera en la que se desarrolló esa dieta. Trajeron a Sonora cosechas europeas de harina, res, productos lácteos, puerco y más, así como platillos e ingredientes del centro y sur de México, tales como tortillas, más variedades de chiles y tamales. La cultura del vaquero ha sido un aspecto importante de la cultura de Sonora desde la época colonial y gran parte de la cocina está basada en lo que los vaqueros comieron en sus inicios, incluso aunque la mayoría de los sonorenses ya no trabajan al aire libre. La cocina sonorense no está limitada a su geografía actual. Arizona, en especial en el área sur cerca de la frontera, tiene una cocina que también es rica en harina, queso y res; así fue llevada por los españoles, a lo que alguna vez fue parte de Sonora. Ambos estados continúan con la tradición del vaquero. Debido a la situación de Sonora como un estado fronterizo, su cocina también ha recibido una influencia significativa de los EUA. 

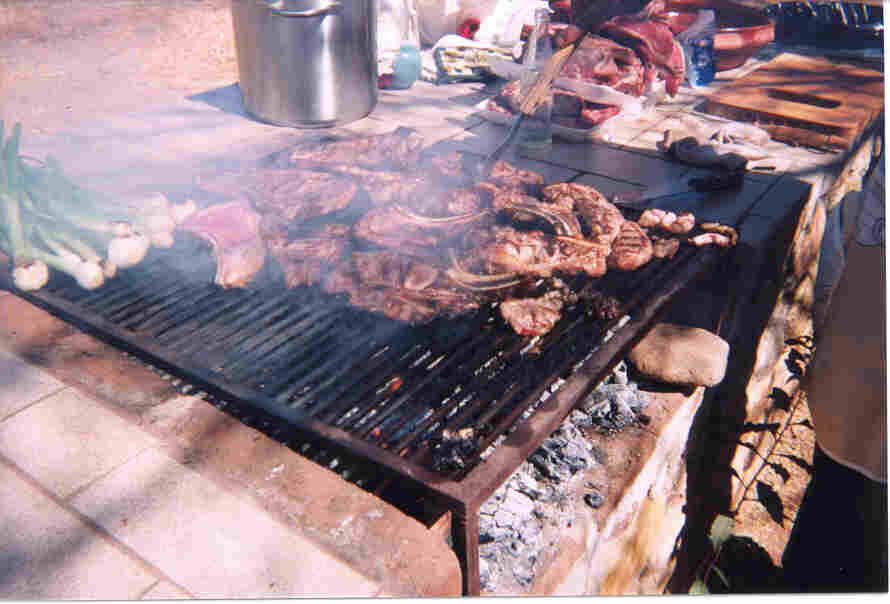
Asando carne.

Dos componentes importantes de la dieta del estado son los mariscos y la res, esta última juega un papel más importante en Sonora que en el resto de México. La res normalmente se cocina a la parrilla, y los sonorenses prefieren cortes robustos como pecho y falda. La machaca o carne seca todavía se disfruta, aunque la refrigeración ha hecho desaparecer la necesidad de secar la carne para su conservación. Sonora también tiene la reputación de producir cortes de res finos, pero el ganado español más delgado ha sido sustituido por Angus, Herefords y Holsteins. Entre los platillos que se basan en res o que la contienen se incluyen la carne deshebrada, la carne con rajas verdes, los burros de carne asada, la carne con chile colorado, el chorizo de res, la carne seca, la machaca, el menudo, las gorditas y las albóndigas. La comida del mar o mariscos también es parte importante de la cocina, en especial cerca de la costa pues hay una gran variedad de peces y almejas en el Golfo de California. Los mariscos se cocinan generalmente en platillos muy sencillos, tales como tacos de pescado, sopas de mariscos, arroz con camarón, o pulpo y albóndigas de camarón. Algunos de los peces más consumidos son las cabrillas, el marlín y la mantarraya.

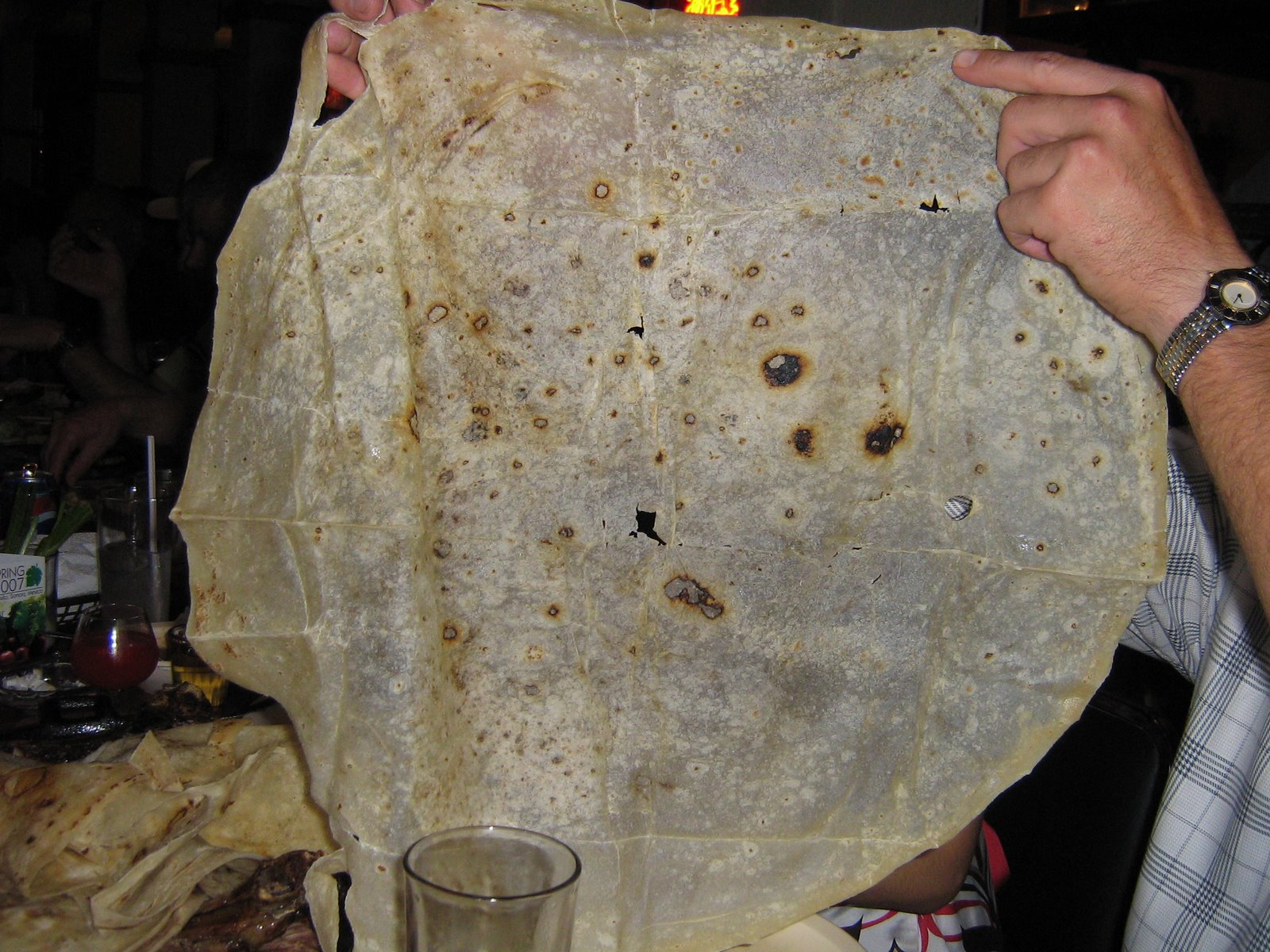
Tortilla de harina grande.

Las tortillas son parte fundamental de la dieta sonorense, pero son de harina, en vez de maíz. En Sonora, estas tortillas son más grandes y delgadas que las preparadas en otras partes. Los productos lácteos son comunes en los platillos y los chiles juegan un rol más pequeño. Aun así, un chile nativo importante es el chiltepín, que la gente continúa cultivando en las zonas secas del noroeste de México. 
La cocina contiene varias sopas y caldos, que combinan ingredientes regionales con elementos de todo México, con res, puerco y maíz. Las sopas de mariscos son populares a lo largo de la costa. Entre estos platillos se incluye el pozole de trigo, el pozole de res, el menudo con pata, la sopa de elote, el caldo de calabazas y la sopa de camarón. Los tamales se hacen con masa de maíz seco y con rellenos; como carne con chile, aceitunas, papas, chile colorado y otros ingredientes, envueltos en hojas de maíz secas y hechos al vapor. Los rellenos de los tamales varían en el estado pero los más populares incluyen maíz fresco y crema, tiras de chile verde y queso, res con chile colorado y a veces mariscos. 
Las culturas varias que han llegado al estado han influenciado el desarrollo de panes, postres y dulces. La mayoría de los dulces se hacen con leche de vaca, caña de azúcar, almendras, nueces, arroz, semillas de girasol y piloncillo. Entre estas están las pipitorias, el jamoncillo, el cubierto de biznaga, los cubiertos de calabaza, los cubiertos de camote, calabaza en miel, piloncillo, nieve de pitahaya, naranjas y limones cristalizados.
El bacanora es un licor regional con denominación de origen que desde hace décadas se produce en el pueblo del mismo nombre, localizado en el centro del estado. Su base es la planta de agave (Agave vivipara) como el mezcal y el tequila y viene en varios estilos, incluido añejo. Tiene un sabor distintivo. Se estima que medio millón de plantas son cosechadas de la naturaleza para hacer esta bebida cada año, lo que ha llevado a preocupaciones sobre su sobre-explotación.

## Gobierno

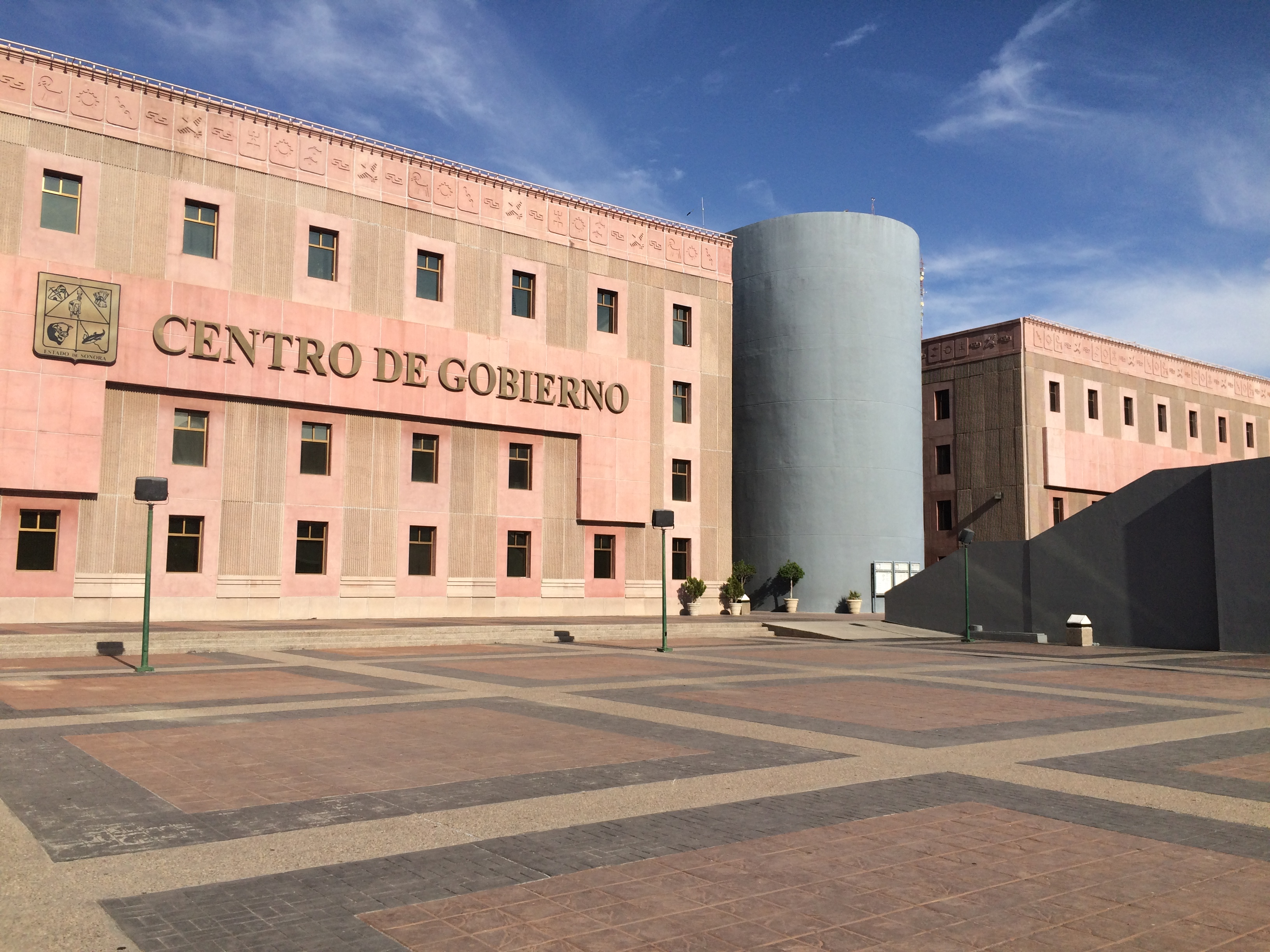
Centro de Gobierno del Estado de Sonora, en Hermosillo.

La forma de gobierno de Sonora es descrita en su Constitución, que data de 1917. De acuerdo con la Constitución Política de los Estados Unidos Mexicanos, el Estado de Sonora adopta para su régimen interior la forma de gobierno republicano, representativo, democrático, laico y popular, teniendo como base de su división territorial y organización política y administrativa, el Municipio Libre, según la presente Constitución y sus respectivas leyes. El gobierno del Estado se divide en tres poderes: Ejecutivo, Legislativo y Judicial.
El Poder Ejecutivo se deposita en una sola persona denominada Gobernador del Estado de Sonora, electo por voto directo cada seis años sin posibilidad de reelección. Toma posesión el día 13 de septiembre del año de su elección. El actual gobernador por el período 2021-2027 es Alfonso Durazo Montaño del partido Movimiento Regeneración Nacional (MORENA).
El Poder Legislativo es unicameral y se deposita en 21 diputados electos de manera directa y 12 diputados electos por representación proporcional para un período de tres años sin posibilidad de reelección; estos conforman el Congreso del Estado de Sonora. La actual Legislatura (2021-2024) es la LXIII. El Congreso del Estado se instala el día 16 de septiembre del año de su elección. 

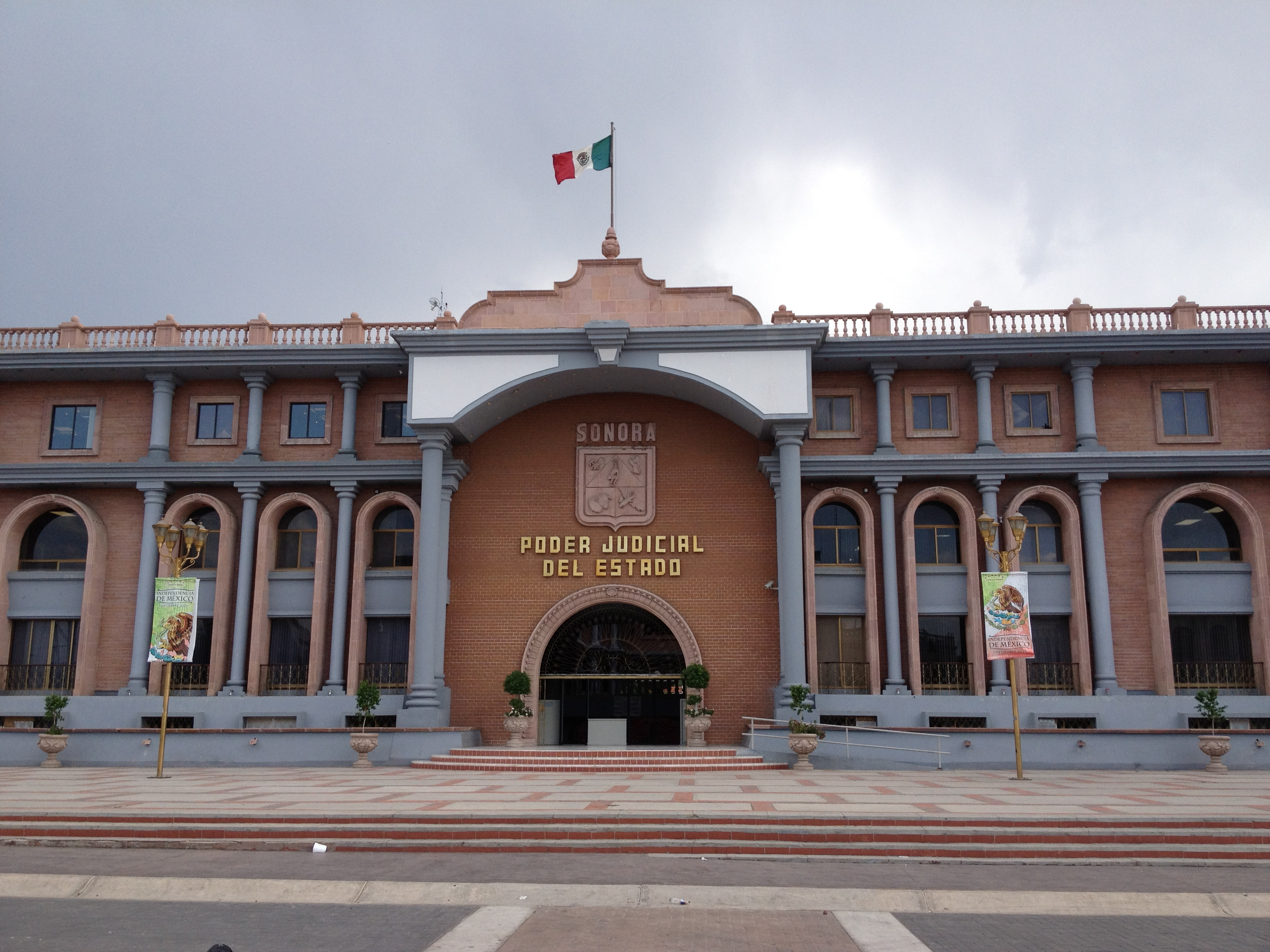
Poder Judicial del Estado de Sonora, en Hermosillo.

El Poder Judicial se deposita en el Supremo Tribunal de Justicia, en Tribunales Regionales de Circuito, en Juzgados de Primera Instancia y en Juzgados Locales. Existe, además, el Consejo del Poder Judicial del Estado de Sonora, como un órgano permanente de la administración de la justicia. El Supremo Tribunal de Justicia está compuesto por siete Magistrados Propietarios
y siete Suplentes y funcionará en Pleno, en Salas o en Comisiones. El licenciado Rafael Acuña Griego es el presidente del Supremo Tribunal de Justicia del Estado.
A nivel federal, Sonora cuenta con tres senadores y siete diputados (los que representan a los siete distritos electorales federales del estado) en el Congreso de la Unión de México. Los senadores son elegidos por elección popular cada seis años y los diputados cada tres. La actual legislatura federal es la LXIII Legislatura. 
El 7 de junio de 2015 se llevaron a cabo las elecciones estatales de Sonora de 2015 donde se eligió nuevo Gobernador, Presidentes municipales, Diputados locales y federales. El 15 de junio de 2015 el Instituto Estatal Electoral de Sonora, a través de la Consejera Presidenta Guadalupe Taddei Zavala, realizó la entrega de la constancia de mayoría a Claudia Pavlovich Arellano, que la acredita como Gobernadora electa para el período 2015 -2021. Esto después de que se declarara la validez de la elección en la sesión permanente del cómputo estatal de la elección de Gobernador del Estado que concluyó el mismo día.

### Gobierno local
El Estado de Sonora se encuentra dividido políticamente en municipios que representan el tercer nivel de gobierno en México, debajo del nivel estatal y federal. El estado de Sonora está compuesto por 72 municipios que cuentan con un gobierno propio que radica en el Ayuntamiento, el cual es dirigido por un Presidente Municipal elegido por elección popular cada 3 años. Los municipios son reconocidos como las partes integrantes del Estado. 
La Constitución sonorense declara que el Estado tiene una composición pluricultural, basada originalmente en los pueblos indígenas, y que conservan sus propias instituciones sociales,
económicas, culturales y políticas, o parte de ellas. De manera que en la Constitución se garantiza el derecho de los pueblos y las comunidades indígenas a la libre determinación dentro de su territorio y además, garantiza el respeto y la igualdad de oportunidades para su desarrollo integral.

## Educación
| Distribución de la población de 15 años y más según nivel de escolaridad | Distribución de la población de 15 años y más según nivel de escolaridad | Distribución de la población de 15 años y más según nivel de escolaridad | Distribución de la población de 15 años y más según nivel de escolaridad | Distribución de la población de 15 años y más según nivel de escolaridad |
| ------------------------------------------------------------------------ | ------------------------------------------------------------------------ | ------------------------------------------------------------------------ | ------------------------------------------------------------------------ | ------------------------------------------------------------------------ |
| Nivel de escolaridad                                                     | Nivel de escolaridad                                                     |                                                                          | Porcentaje                                                               | Porcentaje                                                               |
|                                                                          |                                                                          |                                                                          |                                                                          |                                                                          |
| Sin instrucción                                                          | Sin instrucción                                                          |                                                                          | 3.4%                                                                     | 3.4%                                                                     |
| Básica                                                                   | Básica                                                                   |                                                                          | 53.5%                                                                    | 53.5%                                                                    |
| Técnica con primaria                                                     | Técnica con primaria                                                     |                                                                          | 0.8%                                                                     | 0.8%                                                                     |
| Media superior                                                           | Media superior                                                           |                                                                          | 22.9%                                                                    | 22.9%                                                                    |
| Superior                                                                 | Superior                                                                 |                                                                          | 18.8%                                                                    | 18.8%                                                                    |
| No especificado                                                          | No especificado                                                          |                                                                          | 0.6%                                                                     | 0.6%                                                                     |

Según el censo de población y vivienda 2010, en Sonora la tasa de alfabetización de las personas de entre 15 y 24 años es de 98.3% y la de las personas de 25 años o más es de 95.6%. 
La asistencia escolar para las personas de 3 a 5 años es del 43.5%; de 6 a 11 años es del 97.1%; de 12 a 14 años es del 94.3% y de 15 a 24 años es del 45.8%.

### Instituciones de educación superior

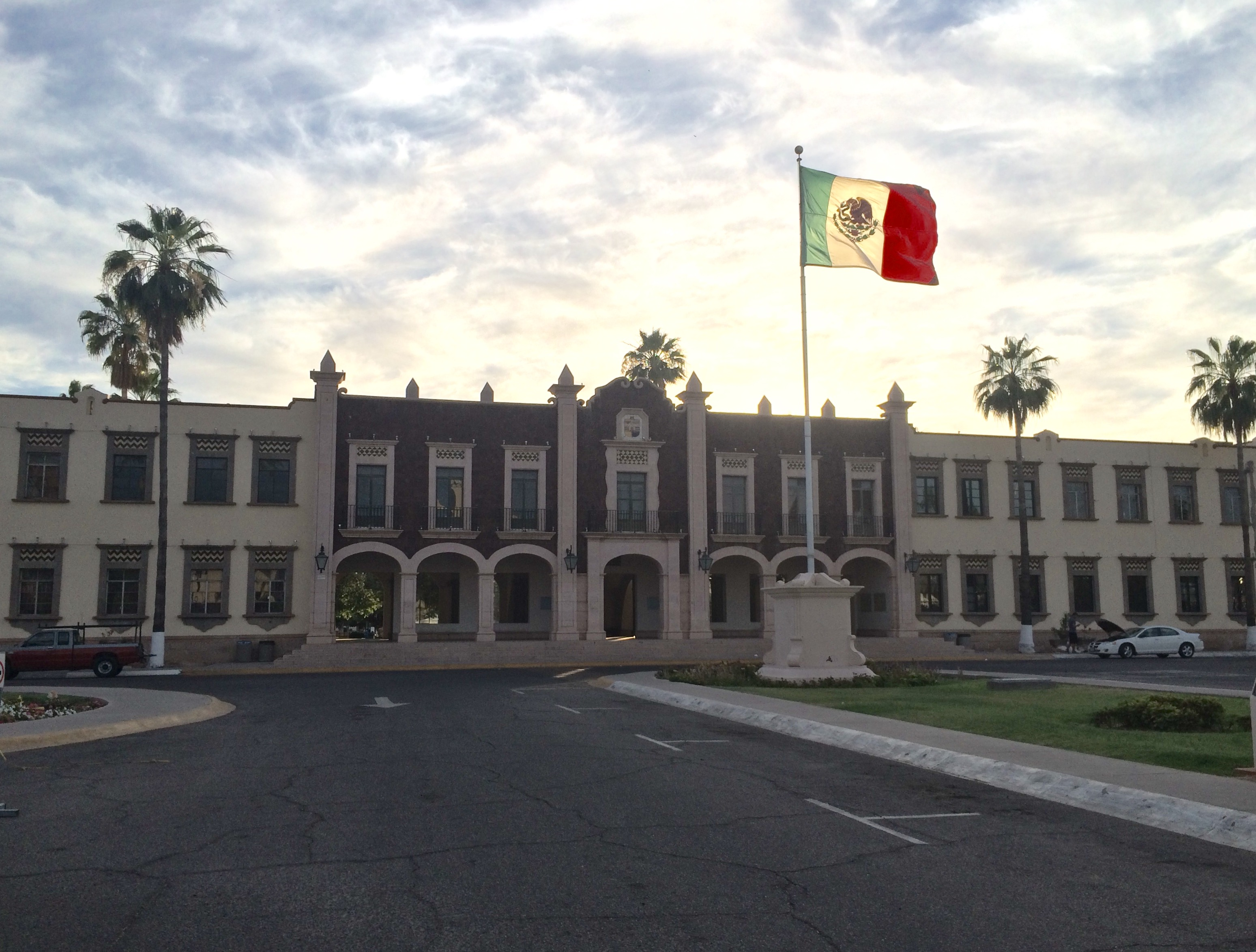
UNISON, Unidad Regional Centro.

La principal institución de educación superior es la Universidad de Sonora (Unison), fundada en 1942 por decreto estatal, la universidad ha crecido manteniendo su identidad. Está dividida en seis unidades a lo largo del Estado, con campus en Nogales, Santa Ana, Caborca, Hermosillo, Navojoa, y en Ciudad Obregón. Hermosillo, como sede principal, alberga a la mayoría de los estudiantes y de la oferta educativa. La institución ofrece programas de estudio en más de cuarenta especialidades a través de seis divisiones. Las maestrías y doctorados se ofrecen principalmente en ciencia y tecnología. La Unison es actualmente una de las instituciones públicas de educación superior más importantes de México.
El Instituto Tecnológico de Sonora (Itson) tiene cerca de 17,000 alumnos y ofrece veintitrés licenciaturas, ocho programas de maestría, y tres programas de doctorado dentro de sus seis campus. La institución fue formada por iniciativa de la sociedad cajemense en Ciudad Obregón en 1955, pero recibió su nombre actual en 1962. Originalmente era una escuela de entrenamiento técnico, pero se reorganizó como universidad en 1973. Actualmente es la institución tecnológica más grande del estado.
Además, la entidad cuenta con otras instituciones públicas y privadas, como el Instituto Tecnológico y de Estudios Superiores de Monterrey, Campus Sonora Norte (ITESM-CSN), el Instituto Tecnológico de Hermosillo (ITH), la Universidad Estatal de Sonora (UES, antes Cesues), la Universidad Tecnológica de Hermosillo (UTH), la Universidad del Valle de México (UVM), el Instituto Sonorense de Administración Pública (ISAP), entre otras.

## Economía
A pesar del terreno árido y el clima extremoso, Sonora, como el resto del norte de México, es rico en recursos naturales. Esto ha llevado a una historia de autosuficiencia y muchos sonorenses se ven a sí mismos como herederos de esta tradición pionera. Una gran parte de esto está relacionado con la cultura y tradición del campo, pues gran parte de la economía estatal estuvo relacionada con la ganadería.
El estado tiene una fuerza laboral altamente cualificada y fuertes lazos con la economía de Estados Unidos debido en su mayoría a la frontera común con Arizona. Este enlace afecta a varios sectores de la economía estatal. Sonora tiene un crecimiento de PIB que generalmente es mayor que el resto del país, con un crecimiento de 4.0% en 2014, comparado con el promedio nacional de 3.3%. Aunque este crecimiento era mucho mayor antes de la crisis económica de 2008, por ejemplo, en 2006, el crecimiento fue de 8.4% con respecto al nacional de 4.8%. El éxito económico del estado, en especial en sus sectores industriales y de agricultura, así como en la frontera, ha atraído a muchos inmigrantes del centro y sur de México al estado.
La mayor parte de la industria estatal está relacionada con la agricultura y la pesca, en el procesamiento de comida y su empaquetamiento. En los años 1980, se instalaron en el estado un gran número de plantas industriales llamadas "maquiladoras", la mayoría situadas a lo largo de la frontera y en la capital, Hermosillo. Estas plantas de ensamblaje eran controladas en su mayoría por compañías estadounidenses a las que se les dieron facilidades en responsabilidades e impuestos. Hacia finales del siglo XX, estas empresas tenían una gran influencia en la expansión y la modernización del área fronteriza de México, incluido Sonora. No solamente trajeron nuevas fuentes de empleo, sino además el estilo de gestión estadounidense tuvo influencia en los negocios del estado y del resto del norte de México. Sin embargo, las maquiladoras llegaron a un tope en 2001, cuando muchas compañías de Estados Unidos movieron su producción a China. El número de maquiladoras disminuyó, pero el valor de su producto final ha incrementado, de la misma manera que aquellos que prefieren bienes con mayor valor añadido y automatización. Además, muchas plantas abandonadas por las compañías de Estados Unidos fueron adquiridas por empresas mexicanas. A pesar del decremento en el número de maquiladoras, sus exportaciones han aumentado. 

### Minería
Además de la ganadería, la minería es otro elemento tradicional de la economía de Sonora, que comenzó con un hallazgo importante cerca de la ciudad de Álamos. Aunque la plata del área casi se acaba, Sonora sigue jugando un papel importante en México como uno de los quince productores de minerales más importantes del mundo, liderando en plata, celestina y bismuto. Sonora es el productor líder en oro, cobre, grafito, molibdeno y wollastonita. Todavía hay depósitos de plata en la Sierra Madre Occidental. Sonora además tiene una de las reservas de carbón más grandes del país. El estado tiene la superficie para la minería más grande de México, y tres de las minas más importantes del país: La Caridad, Cananea y Minería María. También alberga la mina de cobre más antigua de América del Norte, localizada en Cananea. Grupo México, con operaciones de minería principalmente en Cananea, es el tercer productor de cobre a nivel mundial. 
La industria de la minería en México estuvo dominada principalmente por los españoles durante el periodo colonial, y por empresas extranjeras después de la independencia. En los años 1960 y 1970, el gobierno expulsó la mayoría de los intereses extranjeros en la minería mexicana, comenzando con mayores restricciones de propiedad en las compañías mineras mexicanas. Estas restricciones fueron tranquilas cuando comenzaron en 1992, con la única restricción de que la compañía operadora fuera mexicana. A tan solo tres años del cambio, más de setenta compañías extranjeras, en su mayoría estadounidenses y canadienses, abrieron oficinas en Hermosillo. 
Las operaciones mineras principales han tenido un severo impacto ambiental, especialmente en las áreas cercanas, siendo Cananea el principal ejemplo. La minería lleva funcionando ahí más de un siglo, y los desechos mineros han contaminado los ríos San Pedro y Sonora cercanos a la mina, amenazando ambas cuencas. Las operaciones mineras también destruyen bosques cercanos debido a la demanda de materiales de construcción y combustible. Quedan pocos árboles viejos cerca de la ciudad de Cananea y el pueblo de San Javier en el centro de Sonora. En agosto de 2014, Grupo México fue responsable de lo que es considerado el peor desastre ambiental en la historia del sector minero en México, cuando más de 40,000 metros cúbicos de sulfato de cobre fueron derramados en el río Sonora, afectando a al menos 20,000 personas, miles de hectáreas de cultivo y cabezas de ganado.

### Infraestructura
En el estado la Carretera Federal 15 tiene 2,711 kilómetros en el Estado, sumadas al resto de las carreteras estatales de 4,591 kilómetros; en total el estado cuenta con 7,302 kilómetros de carreteras. Sonora cuenta también con 2,008 kilómetros de vías férreas, 5 aeropuertos internacionales (el principal es el Aeropuerto Internacional General Ignacio Pesqueira García)  y 2 puertos marítimos (el principal es Guaymas).
Operan en el estado 150 radio-difusoras (53 de amplitud modulada y 97 de frecuencia modulada) así como 90 estaciones de televisión. La entidad cuenta también con 466 establecimientos de diversas categorías para el hospedaje.

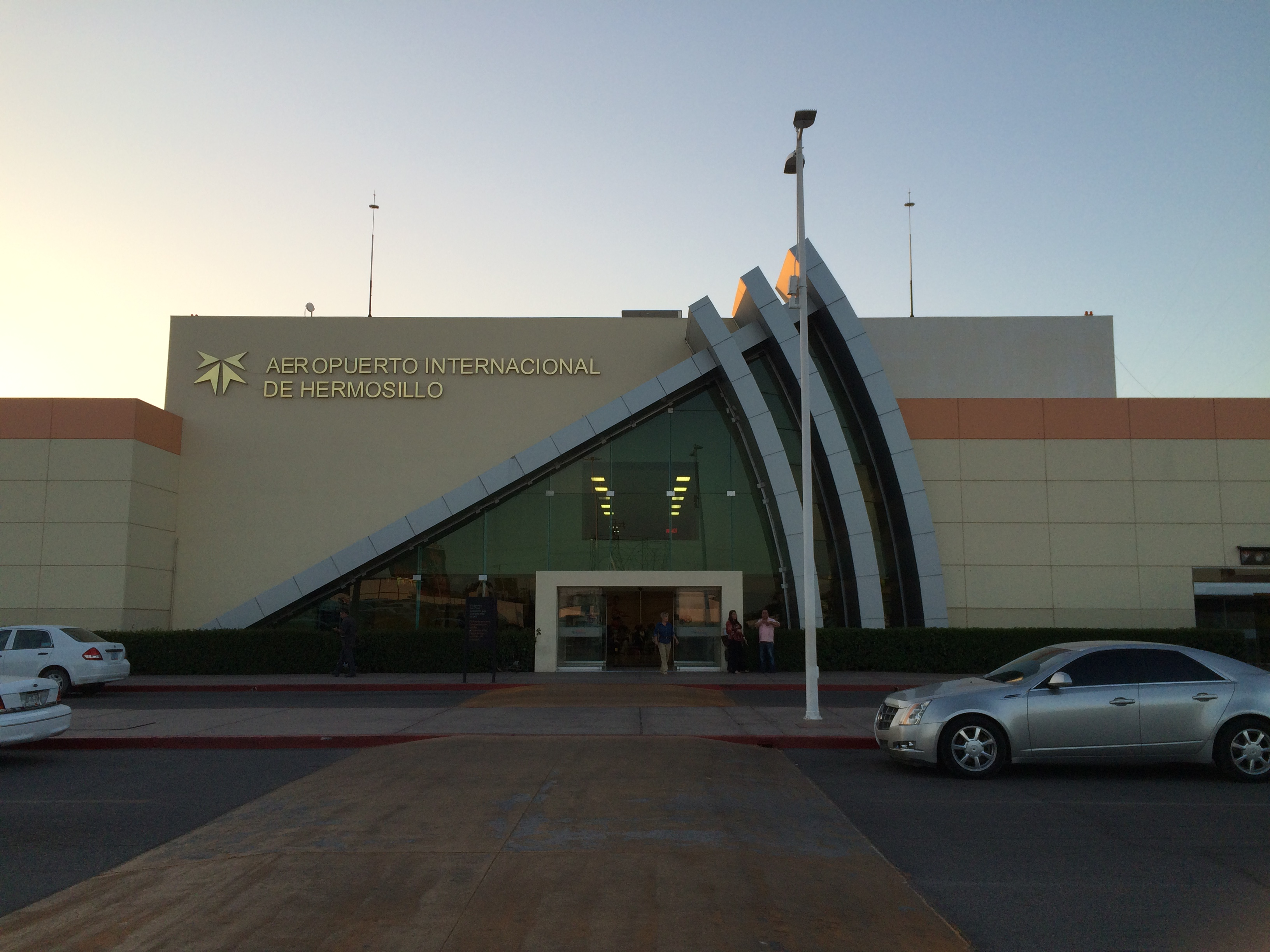
Aeropuerto Internacional General Ignacio Pesqueira García en Hermosillo.

## Transporte
Sonora yace en un corredor que ha conectado las tierras altas del centro de México con el norte hacia Estados Unidos por la costa del Pacífico al menos desde el periodo colonial, y hay evidencia de que este corredor existió en el periodo prehispánico también. Hoy, aún es un corredor importante para los viajes y los envíos, con vías de ferrocarril y la Carretera Federal 15 que las sigue. El estado tiene un total de 24,396 km de carreteras. Las líneas de ferrocarril consisten en aquellas que van hacia Estados Unidos. El puerto comercial más importante está en Guaymas, y algunos más pequeños para el turismo en San Carlos, Puerto Peñasco y Bahía de Kino. El estado tiene cuatro aeropuertos en las ciudades de Hermosillo, Puerto Peñasco, Ciudad Obregón y Nogales. Estos aeropuertos conectan el estado con 112 localidades tanto en México como en el extranjero. 

## Turismo

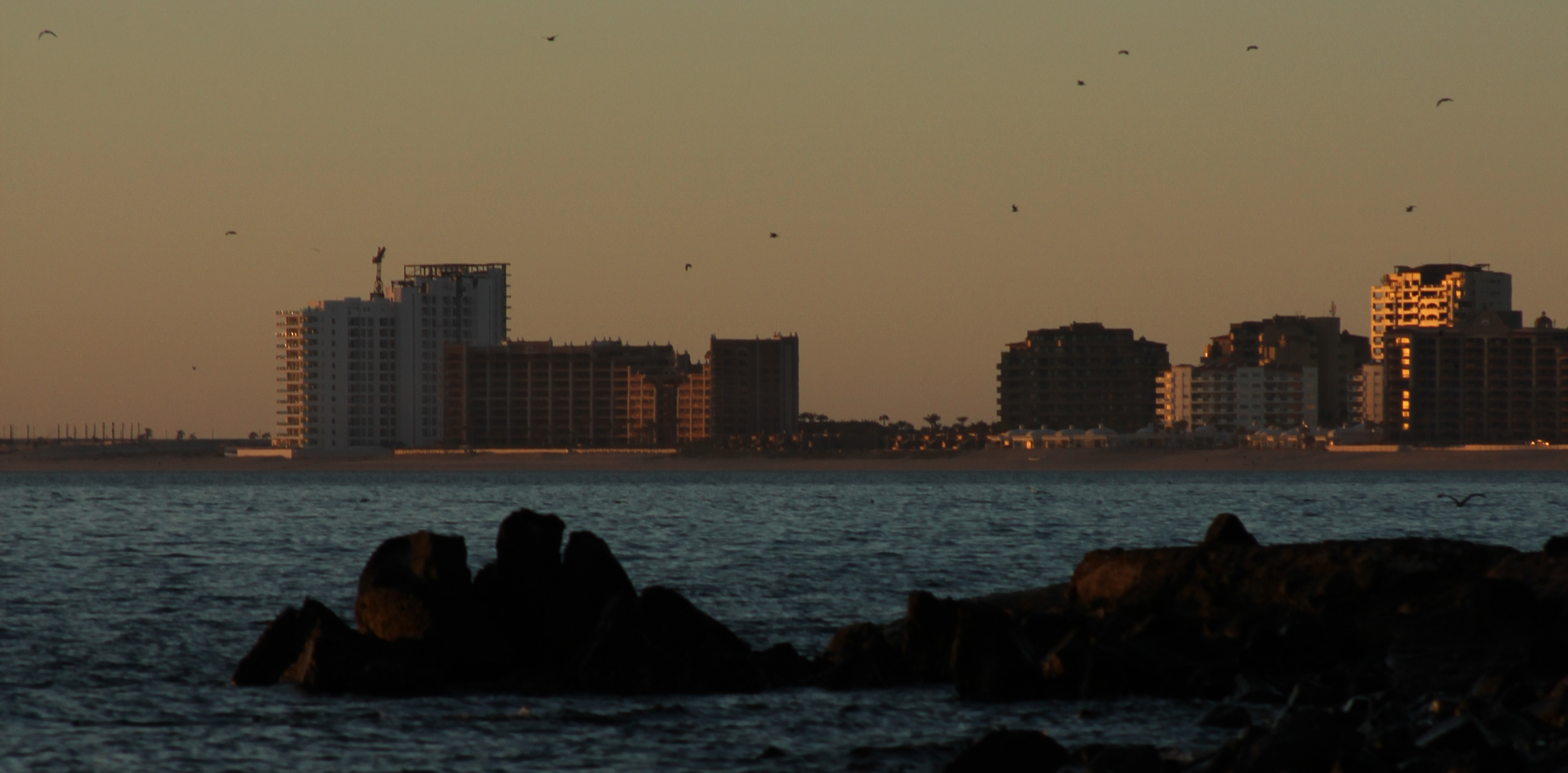
Zona hotelera en Puerto Peñasco.

El principal atractivo turístico de Sonora son sus playas, poblaciones, además del desierto que se une al mar y a la sierra. La diversidad de sus ecosistemas hace posible que en el Estado puedan realizarse gran variedad de actividades de recreación y turismo como buceo, pesca, nado, senderismo, ciclismo de montaña, turismo cinegético y turismo ecológico.
Las playas más conocidas son San Carlos, Puerto Peñasco y Bahía de Kino. San Carlos, y su playa Los Algodones es una de las zonas más visitadas en la costa sonorense. San Carlos tiene una gran variedad de vida marina en sus costas, lo que la convierte en un lugar popular para la pesca deportiva y el buceo. Algunos yaquis y seris cerca de Guaymas y el Cerro del Tetakawi viven la de pesca. 
Puerto Peñasco se localiza en el extremo noroeste del estado en el Golfo Superior algo cerca del desemboque del Río Colorado. Tiene 110 kilómetros de playas en aguas tranquilas, cerca del Desierto de Altar y de la reserva de la biosfera de El Pinacate, con uno de los climas más secos de México. Desde la década de 1990, ha experimentado un desarrollo a gran escala a lo largo de sus extensas playas.
En el municipio de Hermosillo se encuentra Bahía de Kino, las playas de la bahía son de arena blanca y agua calmada y cálida. En las islas cercanas se pueden observar leones marinos. Cerca de ésta costa está Isla Tiburón, la isla más grande de México y una reserva natural con borregos y venados salvajes. Ahí viven los seris, una comunidad indígena con especial importancia en Punta Chueca, que todavía practica la cacería, la pesca y la recolección de recursos naturales, además de la venta de manualidades a los turistas.

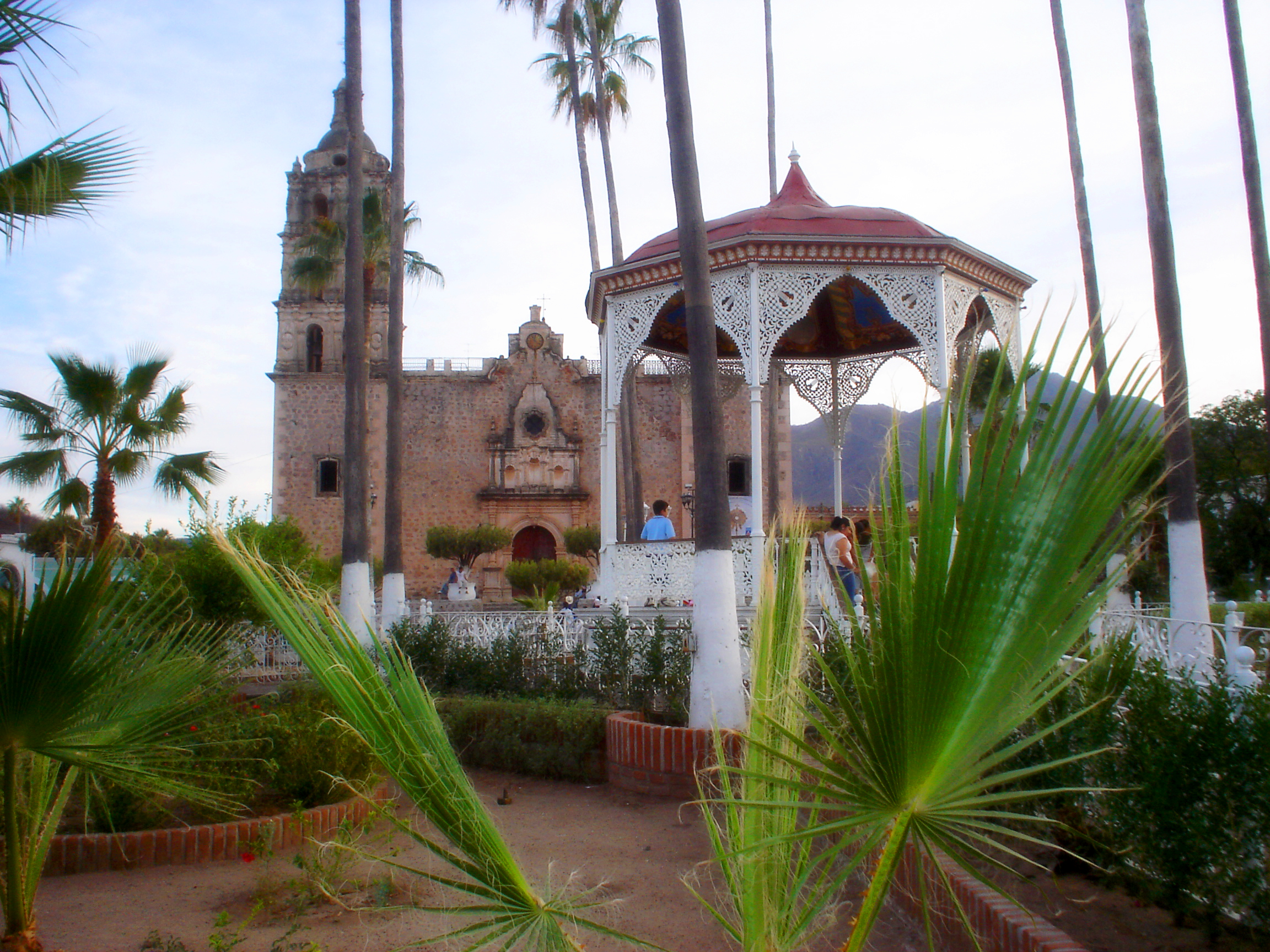
Plaza principal en Álamos.

Para promover el turismo en áreas fuera de las playas principales, el estado de Sonora ha creado varias rutas turísticas para su promoción así como el estado de "Pueblo mágico" para algunas de sus ciudades más pequeñas. La ruta de las Misiones cubre las paradas principales del misionero jesuita Eusebio Francisco Kino, entre éstas se encuentran iglesias y misiones en Caborca, Pitiquito, Oquitoa, Átil, Tubutama, Ímuris, Cucurpe y Magdalena de Kino. En Magdalena, los restos del padre Kino se encuentran en el mausoleo en la Plaza Monumental. 
La ruta del río Sonora sigue una serie de pueblos a lo largo del río Sonora. La ruta incluye los asentamientos de Ures, Baviácora, Aconchi, San Felipe de Jesús, Huépac, Banámichi, Sinoquipe, Arizpe, Bacoachi y Cananea. La ruta incluye atracciones como viejas haciendas, plazas, arroyos, bosques y otros atractivos naturales.

## Deportes

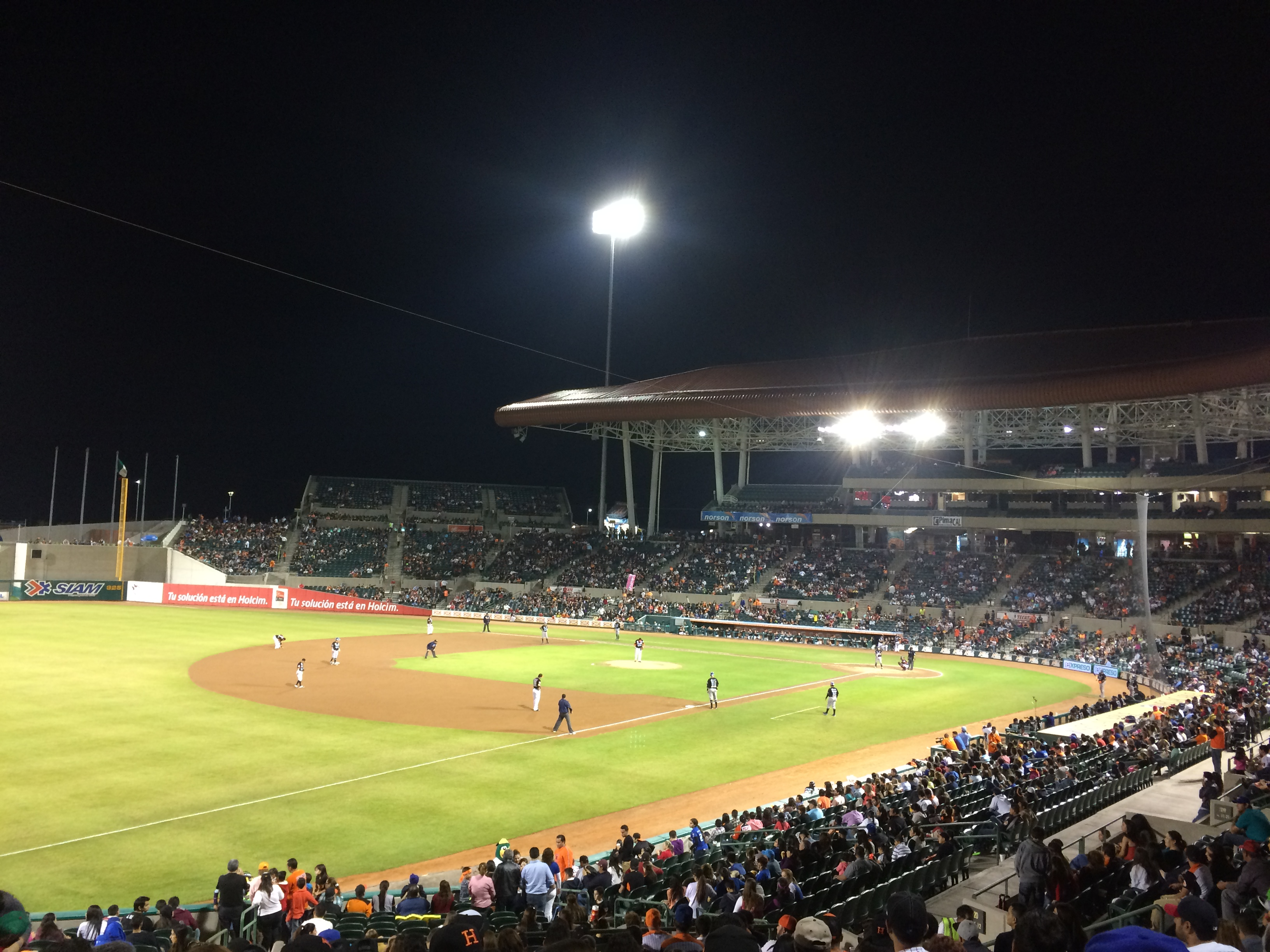
Los Naranjeros de Hermosillo disputando un partido de la Liga Mexicana del Pacífico en el Estadio Sonora.

El estado cuenta con múltiples infraestructuras deportivas, principalmente en Hermosillo y Ciudad Obregón, en las que se incluyen el Centro de Usos Múltiples (CUM), el Estadio Héroe de Nacozari, el Estadio Sonora, el Gimnasio del Estado, la Arena ITSON, así como múltiples unidades deportivas.
El estado cuenta además con los siguientes equipos deportivos:
- Naranjeros de Hermosillo. Equipo de béisbol de la Liga Mexicana del Pacífico.
- Yaquis de Ciudad Obregón. Equipo de béisbol de la Liga Mexicana del Pacífico.
- Mayos de Navojoa. Equipo de béisbol de la Liga Mexicana del Pacífico.
- Potros ITSON de Obregón. Equipo de básquetbol de la Liga Nacional de Baloncesto Profesional de México (LNBP).
- Rayos de Hermosillo. Equipo de básquetbol del CIBACOPA.
- Algodoneros de San Luis. Equipo de béisbol de la Liga Norte de México.
- Diablos de Hermosillo. Equipo de béisbol de la Liga Norte de México.
- Tiburones de Puerto Peñasco. Equipo de béisbol de la Liga Norte de México.
- Rojos de Caborca. Equipo de béisbol de la Liga Norte de México.
- Guerreros de Ciudad Obregón. Equipo de fútbol de la  Tercera División de México.
- Ostioneros de Guaymas (baloncesto). Equipo de básquetbol del CIBACOPA.
- Halcones de Ciudad Obregón. Equipo de básquetbol del CIBACOPA.
- Huatabampo FC. Tercera División Profesional.
- Soles de Sonora. Equipo de fútbol rápido de la Major Arena Soccer League (MASL) y la Liga Mexicana de Fútbol Rápido Profesional (LMFR-Pro).
- Cimarrones de Sonora. Equipo de fútbol de la Liga de Expansión MX.

El deporte más popular de Sonora es el béisbol,  con casi todas las ciudades principales con al menos un equipo de béisbol que juega en la liga regional. Aunque el fútbol no es tan popular en el estado se mantiene como una práctica recreativa por la facilidad del desarrollo del juego en múltiples instalaciones deportivas.

## Estados hermanados
- Arizona, EUA[32]